# Liga dos Campeões da EHF de 2016–17
A Liga dos Campeões da EHF de 2016–17 foi a 57º edição do principal torneio de clubes de handebol europeu. Foi a 24º edição do formato Liga dos Campeões da Europa de Handebol Masculino. Os macedónios do Vardar conquistaram o seu primeiro triunfo na competição ao bater o Paris Saint-Germain na final realizada em Colónia, na Alemanha.

## Equipas 2016-17
32 clubes diretamente qualificados para a fase grupos e oito nos grupo de qualificação.
| Grupos A/B                  | Grupos A/B                 | Grupos A/B                  | Grupos A/B                  |
| --------------------------- | -------------------------- | --------------------------- | --------------------------- |
| Meshkov Brest (1º)          | Zagreb (1º)                | Bjerringbro-Silkeborg (1st) | Paris Saint-Germain (1st)   |
| Flensburg-Handewitt (2nd)   | THW Kiel (3rd)             | Rhein-Neckar Löwen (1st)    | Pick Szeged (2nd)           |
| Telekom Veszprém (1st)      | Vardar (1st)               | Vive Tauron KielceTH (1st)  | Wisła Płock (2nd)           |
| Celje (1st)                 | FC Barcelona (1st)         | IFK Kristianstad (1st)      | Kadetten Schaffhausen (1st) |
| Grupos C/D                  |                            |                             |                             |
| equipe Tvis Holstebro (2nd) | Montpellier Handball (4th) | HBC Nantes (3rd)            | Metalurg Skopje (2nd)       |
| Elverum Håndball (1st)      | Dinamo București (1º)      | Chekhovskiye Medvedi (1º)   | Logroño (2º)                |
| Beşiktaş (1º)               | Motor Zaporozhye (1º)      | Qualificado do grupo 1      | Qualificado do Grupo 2      |
| Fase de Qualificação        |                            |                             |                             |
| Bregenz Handball            | Achilles Bocholt           | Riihimäki Cocks             | Maccabi Tel Aviv            |
| Red Boys Differdange        | ABC/UMinho                 | Tatran Prešov               | RK Gorenje                  |

- TH = Atual campeão

## Fase de qualificação

### Torneio de qualificação 1
|  | Semifinals           | Semifinals    |             |    | Final | Final |
|  |                      |               |             |    |       |       |
|  | 3 setembro           |               |             |    |       |       |
|  |                      |               |             |    |       |       |
|  | RK Gorenje           | 28            |             |    |       |       |
|  | RK Gorenje           | 28            | 4 setembro  |    |       |       |
|  | Riihimäki Cocks      | 25            |             |    |       |       |
|  | Riihimäki Cocks      | 25            | RK Gorenje  | 21 |       |       |
|  | 3 setembro           |               | RK Gorenje  | 21 |       |       |
|  |                      | Tatran Prešov | 23          |    |       |       |
|  | Tatran Prešov        | Tatran Prešov | 23          | 38 |       |       |
|  | Tatran Prešov        |               |             | 38 |       |       |
|  | Red Boys Differdange | 32            |             |    |       |       |
|  | Red Boys Differdange | 32            | Third place |    |       |       |
|  |                      |               |             |    |       |       |
|  | 4 setembro           |               |             |    |       |       |
|  |                      |               |             |    |       |       |
|  | Riihimäki Cocks      | 30            |             |    |       |       |
|  | Riihimäki Cocks      | 30            |             |    |       |       |
|  | Red Boys Differdange | 21            |             |    |       |       |

### Torneio de qualificação 2
|  | Semifinals       | Semifinals       |             |    | Final | Final |
|  |                  |                  |             |    |       |       |
|  | 3 setembro       |                  |             |    |       |       |
|  |                  |                  |             |    |       |       |
|  | ABC/UMinho       | 34               |             |    |       |       |
|  | ABC/UMinho       | 34               | 4 setembro  |    |       |       |
|  | Maccabi Tel Aviv | 27               |             |    |       |       |
|  | Maccabi Tel Aviv | 27               | ABC/UMinho  | 33 |       |       |
|  | 3 setembro       |                  | ABC/UMinho  | 33 |       |       |
|  |                  | Bregenz Handball | 32          |    |       |       |
|  | Bregenz Handball | Bregenz Handball | 32          | 39 |       |       |
|  | Bregenz Handball |                  |             | 39 |       |       |
|  | Achilles Bocholt | 31               |             |    |       |       |
|  | Achilles Bocholt | 31               | Third place |    |       |       |
|  |                  |                  |             |    |       |       |
|  | 4 setembro       |                  |             |    |       |       |
|  |                  |                  |             |    |       |       |
|  | Maccabi Tel Aviv | 33               |             |    |       |       |
|  | Maccabi Tel Aviv | 33               |             |    |       |       |
|  | Achilles Bocholt | 30               |             |    |       |       |

## Fase de Grupos

### Grupo A
| Pos | Equipe                | Pts | J  | V  | E | D  | GP  | GC  | SG  | Classificado     |
| --- | --------------------- | --- | -- | -- | - | -- | --- | --- | --- | ---------------- |
| 1   | Barcelona Lassa       | 25  | 14 | 12 | 1 | 1  | 413 | 354 | +59 | Quartos de final |
| 2   | Paris Saint-Germain   | 24  | 14 | 12 | 0 | 2  | 451 | 383 | +68 | Oitavos de final |
| 3   | Telekom Veszprém      | 18  | 14 | 8  | 2 | 4  | 381 | 365 | +16 | Oitavos de final |
| 4   | Flensburg-Handewitt   | 15  | 14 | 7  | 1 | 6  | 382 | 366 | +16 | Oitavos de final |
| 5   | THW Kiel              | 12  | 14 | 5  | 2 | 7  | 353 | 376 | −23 | Oitavos de final |
| 6   | Bjerringbro-Silkeborg | 8   | 14 | 4  | 0 | 10 | 364 | 396 | −32 | Oitavos de final |
| 7   | Wisła Płock           | 8   | 14 | 3  | 2 | 9  | 367 | 401 | −34 |                  |
| 8   | Kadetten Schaffhausen | 2   | 14 | 1  | 0 | 13 | 370 | 440 | −70 |                  |

| 22 September 2016 20:00 | Kadetten Schaffhausen | 24–25   | Bjerringbro-Silkeborg | BBC-Arena, Schaffhausen Público: 2,150 Árbitros: Pavićević, Ražnatović |
| 22 September 2016 20:00 | Császár 11            | (12–10) | Hansen 7              | BBC-Arena, Schaffhausen Público: 2,150 Árbitros: Pavićević, Ražnatović |
| 22 September 2016 20:00 | 6× 3×                 |         | 6× 2×                 | BBC-Arena, Schaffhausen Público: 2,150 Árbitros: Pavićević, Ražnatović |

| 24 September 2016 17:30 | Flensburg-Handewitt | 24–24   | Telekom Veszprém | Flens-Arena, Flensburg Público: 5,027 Árbitros: Elíasson, Pálsson |
| 24 September 2016 17:30 | Mahé 9              | (10–13) | Ilić 7           | Flens-Arena, Flensburg Público: 5,027 Árbitros: Elíasson, Pálsson |
| 24 September 2016 17:30 | 4× 3×               |         | 7× 3×            | Flens-Arena, Flensburg Público: 5,027 Árbitros: Elíasson, Pálsson |

| 25 September 2016 18:00 | Wisła Płock      | 23–28   | Barcelona Lassa | Orlen Arena, Płock Público: 5,440 Árbitros: Gubica, Milošević |
| 25 September 2016 18:00 | Ivić, Zhinikov 4 | (12–11) | Rivera 7        | Orlen Arena, Płock Público: 5,440 Árbitros: Gubica, Milošević |
| 25 September 2016 18:00 | 4× 3×            |         | 2×              | Orlen Arena, Płock Público: 5,440 Árbitros: Gubica, Milošević |

| 25 September 2016 19:30 | THW Kiel  | 28–27   | Paris Saint-Germain | Sparkassen-Arena, Kiel Público: 10,450 Árbitros: Baďura, Ondogrecula |
| 25 September 2016 19:30 | Nilsson 5 | (15–15) | Gensheimer 10       | Sparkassen-Arena, Kiel Público: 10,450 Árbitros: Baďura, Ondogrecula |
| 25 September 2016 19:30 | 5× 2×     |         | 5× 3×               | Sparkassen-Arena, Kiel Público: 10,450 Árbitros: Baďura, Ondogrecula |

| 1 Outubro 2016 17:30 | Telekom Veszprém | 32–28   | Kadetten Schaffhausen | Veszprém Aréna, Veszprém Público: 5,100 Árbitros: Johansson, Kliko |
| 1 Outubro 2016 17:30 | Ilić 7           | (16–15) | Maros 7               | Veszprém Aréna, Veszprém Público: 5,100 Árbitros: Johansson, Kliko |
| 1 Outubro 2016 17:30 | 6× 3×            |         | 5× 3×                 | Veszprém Aréna, Veszprém Público: 5,100 Árbitros: Johansson, Kliko |

| 1 Outubro 2016 19:30 | Barcelona Lassa | 26–25   | THW Kiel  | Palau Blaugrana, Barcelona Público: 3,500 Árbitros: Krstič, Ljubič |
| 1 Outubro 2016 19:30 | Rivera 6        | (10–13) | Duvnjak 7 | Palau Blaugrana, Barcelona Público: 3,500 Árbitros: Krstič, Ljubič |
| 1 Outubro 2016 19:30 | 2× 3×           |         | 6× 2× 1×  | Palau Blaugrana, Barcelona Público: 3,500 Árbitros: Krstič, Ljubič |

| 2 Outubro 2016 16:50 | Bjerringbro-Silkeborg | 19–25   | Flensburg-Handewitt | Ceres Arena, Aarhus Público: 4,042 Árbitros: Gousko, Repkin |
| 2 Outubro 2016 16:50 | Markussen 5           | (10–12) | Mogensen 5          | Ceres Arena, Aarhus Público: 4,042 Árbitros: Gousko, Repkin |
| 2 Outubro 2016 16:50 | 4× 3×                 |         | 2× 3×               | Ceres Arena, Aarhus Público: 4,042 Árbitros: Gousko, Repkin |

| 2 Outubro 2016 17:30 | Paris Saint-Germain | 33–30   | Wisła Płock     | Halle Georges Carpentier, Paris Público: 2,000 Árbitros: Nikolov, Nachevski |
| 2 Outubro 2016 17:30 | Remili 10           | (15–15) | Duarte, Rocha 6 | Halle Georges Carpentier, Paris Público: 2,000 Árbitros: Nikolov, Nachevski |
| 2 Outubro 2016 17:30 | 2× 3×               |         | 4× 3×           | Halle Georges Carpentier, Paris Público: 2,000 Árbitros: Nikolov, Nachevski |

| 5 Outubro 2016 18:30 | Flensburg-Handewitt | 27–28   | Barcelona Lassa | Flens-Arena, Flensburg Público: 5,627 Árbitros: Nikolić, Stojković |
| 5 Outubro 2016 18:30 | Glandorf 6          | (11–13) | Jallouz 8       | Flens-Arena, Flensburg Público: 5,627 Árbitros: Nikolić, Stojković |
| 5 Outubro 2016 18:30 | 3×                  |         | 3×              | Flens-Arena, Flensburg Público: 5,627 Árbitros: Nikolić, Stojković |

| 8 Outubro 2016 16:00 | Wisła Płock | 28–28   | Telekom Veszprém | Orlen Arena, Płock Público: 5,350 Árbitros: Gjeding, Hansen |
| 8 Outubro 2016 16:00 | Ivić 8      | (13–14) | Pálmarsson 8     | Orlen Arena, Płock Público: 5,350 Árbitros: Gjeding, Hansen |
| 8 Outubro 2016 16:00 | 7× 1×       |         | 5× 2×            | Orlen Arena, Płock Público: 5,350 Árbitros: Gjeding, Hansen |

| 8 Outubro 2016 16:30 | Kadetten Schaffhausen | 25–35  | Paris Saint-Germain | BBC-Arena, Schaffhausen Público: 3,500 Árbitros: Leandersson, Lindroos |
| 8 Outubro 2016 16:30 | Szyba 6               | (8–19) | Gensheimer 7        | BBC-Arena, Schaffhausen Público: 3,500 Árbitros: Leandersson, Lindroos |
| 8 Outubro 2016 16:30 | 3×                    |        | 2× 3×               | BBC-Arena, Schaffhausen Público: 3,500 Árbitros: Leandersson, Lindroos |

| 9 Outubro 2016 16:50 | Bjerringbro-Silkeborg | 25–28  | THW Kiel         | Silkeborg-Hallerne, Silkeborg Público: 2,315 Árbitros: Gasmi, Gasmi |
| 9 Outubro 2016 16:50 | Espersen, Hansen 6    | (9–12) | Bilyk, Nilsson 7 | Silkeborg-Hallerne, Silkeborg Público: 2,315 Árbitros: Gasmi, Gasmi |
| 9 Outubro 2016 16:50 | 2×                    |        | 5× 3×            | Silkeborg-Hallerne, Silkeborg Público: 2,315 Árbitros: Gasmi, Gasmi |

| 12 Outubro 2016 19:15 | Barcelona Lassa | 38–25   | Kadetten Schaffhausen | Palau Blaugrana, Barcelona Público: 2,847 Árbitros: Zotin, Volodkov |
| 12 Outubro 2016 19:15 | Lazarov 7       | (21–12) | Maros 8               | Palau Blaugrana, Barcelona Público: 2,847 Árbitros: Zotin, Volodkov |
| 12 Outubro 2016 19:15 | 2× 3×           |         | 4× 3×                 | Palau Blaugrana, Barcelona Público: 2,847 Árbitros: Zotin, Volodkov |

| 15 Outubro 2016 17:30 | Telekom Veszprém | 21–19   | THW Kiel | Veszprém Aréna, Veszprém Público: 5,019 Árbitros: Horáček, Novotný |
| 15 Outubro 2016 17:30 | Ancsin, Marguč 5 | (13–10) | Vujin 7  | Veszprém Aréna, Veszprém Público: 5,019 Árbitros: Horáček, Novotný |
| 15 Outubro 2016 17:30 | 6× 3×            |         | 5× 3×    | Veszprém Aréna, Veszprém Público: 5,019 Árbitros: Horáček, Novotný |

| 16 Outubro 2016 16:50 | Bjerringbro-Silkeborg | 33–24   | Wisła Płock | Silkeborg-Hallerne, Silkeborg Público: 2,008 Árbitros: Konjičanin, Konjičanin |
| 16 Outubro 2016 16:50 | Knudsen, Markussen 7  | (18–14) | Duarte 6    | Silkeborg-Hallerne, Silkeborg Público: 2,008 Árbitros: Konjičanin, Konjičanin |
| 16 Outubro 2016 16:50 | 4× 2×                 |         | 6× 3×       | Silkeborg-Hallerne, Silkeborg Público: 2,008 Árbitros: Konjičanin, Konjičanin |

| 16 Outubro 2016 18:30 | Paris Saint-Germain | 27–22   | Flensburg-Handewitt | Halle Georges Carpentier, Paris Público: 2,200 Árbitros: Gubica, Milošević |
| 16 Outubro 2016 18:30 | Gensheimer 7        | (13–11) | Jakobsson 5         | Halle Georges Carpentier, Paris Público: 2,200 Árbitros: Gubica, Milošević |
| 16 Outubro 2016 18:30 | 4× 1×               |         | 5× 2×               | Halle Georges Carpentier, Paris Público: 2,200 Árbitros: Gubica, Milošević |

| 19 Outubro 2016 18:30 | Flensburg-Handewitt | 22–20  | Wisła Płock | Flens-Arena, Flensburg Público: 5,077 Árbitros: Krstič, Ljubič |
| 19 Outubro 2016 18:30 | Wanne 5             | (9–10) | Mihić 6     | Flens-Arena, Flensburg Público: 5,077 Árbitros: Krstič, Ljubič |
| 19 Outubro 2016 18:30 | 3× 2×               |        | 5× 2×       | Flens-Arena, Flensburg Público: 5,077 Árbitros: Krstič, Ljubič |

| 22 Outubro 2016 17:30 | THW Kiel  | 32–29   | Kadetten Schaffhausen | Sparkassen-Arena, Kiel Público: 9,846 Árbitros: Nikolov, Nachevski |
| 22 Outubro 2016 17:30 | Duvnjak 6 | (19–15) | Császár, Maros 8      | Sparkassen-Arena, Kiel Público: 9,846 Árbitros: Nikolov, Nachevski |
| 22 Outubro 2016 17:30 | 1× 3×     |         | 4× 3×                 | Sparkassen-Arena, Kiel Público: 9,846 Árbitros: Nikolov, Nachevski |

| 22 Outubro 2016 19:15 | Barcelona Lassa | 26–23   | Telekom Veszprém | Palau Blaugrana, Barcelona Público: 4,948 Árbitros: Sondors, Līcis |
| 22 Outubro 2016 19:15 | Jallouz 7       | (16–11) | Gajić 5          | Palau Blaugrana, Barcelona Público: 4,948 Árbitros: Sondors, Līcis |
| 22 Outubro 2016 19:15 | 3×              |         | 5× 2×            | Palau Blaugrana, Barcelona Público: 4,948 Árbitros: Sondors, Līcis |

| 23 Outubro 2016 16:50 | Bjerringbro-Silkeborg | 30–36   | Paris Saint-Germain | Jyske Bank Boxen, Herning Público: 10,204 Árbitros: Nikolić, Stojković |
| 23 Outubro 2016 16:50 | Markussen 6           | (16–19) | Karabatić 9         | Jyske Bank Boxen, Herning Público: 10,204 Árbitros: Nikolić, Stojković |
| 23 Outubro 2016 16:50 | 5× 3×                 |         | 4× 3×               | Jyske Bank Boxen, Herning Público: 10,204 Árbitros: Nikolić, Stojković |

| 9 Novembro 2016 18:30 | Wisła Płock | 24–22   | THW Kiel | Orlen Arena, Płock Público: 4,800 Árbitros: Nikolić, Stojković |
| 9 Novembro 2016 18:30 | Ivić 6      | (12–13) | Vujin 6  | Orlen Arena, Płock Público: 4,800 Árbitros: Nikolić, Stojković |
| 9 Novembro 2016 18:30 | 3×          |         | 2× 3×    | Orlen Arena, Płock Público: 4,800 Árbitros: Nikolić, Stojković |

| 10 Novembro 2016 20:30 | Kadetten Schaffhausen | 26–29   | Flensburg-Handewitt | BBC-Arena, Schaffhausen Público: 3,500 Árbitros: Caçador, Nicolau |
| 10 Novembro 2016 20:30 | Császár 8             | (13–15) | Glandorf, Svan 5    | BBC-Arena, Schaffhausen Público: 3,500 Árbitros: Caçador, Nicolau |
| 10 Novembro 2016 20:30 | 1× 3×                 |         | 1× 2×               | BBC-Arena, Schaffhausen Público: 3,500 Árbitros: Caçador, Nicolau |

| 12 Novembro 2016 17:00 | Telekom Veszprém | 30–29   | Bjerringbro-Silkeborg | Veszprém Aréna, Veszprém Público: 5,019 Árbitros: Brkic, Jusufhodzic |
| 12 Novembro 2016 17:00 | Ilić 8           | (17–13) | Hundstrup 6           | Veszprém Aréna, Veszprém Público: 5,019 Árbitros: Brkic, Jusufhodzic |
| 12 Novembro 2016 17:00 | 4× 3×            |         | 4× 3×                 | Veszprém Aréna, Veszprém Público: 5,019 Árbitros: Brkic, Jusufhodzic |

| 12 Novembro 2016 18:30 | Paris Saint-Germain | 33–26   | Barcelona Lassa | Halle Georges Carpentier, Paris Público: 2,800 Árbitros: Gousko, Repkin |
| 12 Novembro 2016 18:30 | Remili 9            | (14–11) | Mem 5           | Halle Georges Carpentier, Paris Público: 2,800 Árbitros: Gousko, Repkin |
| 12 Novembro 2016 18:30 | 3× 2×               |         | 1× 3×           | Halle Georges Carpentier, Paris Público: 2,800 Árbitros: Gousko, Repkin |

| 17 Novembro 2016 19:00 | Wisła Płock | 33–26   | Kadetten Schaffhausen | Orlen Arena, Płock Público: 4,532 Árbitros: Covalciuc, Covalciuc |
| 17 Novembro 2016 19:00 | Ghionea 6   | (15–12) | Császár 7             | Orlen Arena, Płock Público: 4,532 Árbitros: Covalciuc, Covalciuc |
| 17 Novembro 2016 19:00 | 2×          |         | 4× 3×                 | Orlen Arena, Płock Público: 4,532 Árbitros: Covalciuc, Covalciuc |

| 20 Novembro 2016 16:50 | Bjerringbro-Silkeborg | 23–27   | Barcelona Lassa      | Silkeborg-Hallerne, Silkeborg Público: 2,425 Árbitros: Horáček, Novotný |
| 20 Novembro 2016 16:50 | Espersen, Skube 5     | (13–11) | Andersson, Lazarov 6 | Silkeborg-Hallerne, Silkeborg Público: 2,425 Árbitros: Horáček, Novotný |
| 20 Novembro 2016 16:50 | 5× 2× 1×              |         | 5× 2×                | Silkeborg-Hallerne, Silkeborg Público: 2,425 Árbitros: Horáček, Novotný |

| 20 Novembro 2016 17:00 | Telekom Veszprém | 28–29   | Paris Saint-Germain | Veszprém Aréna, Veszprém Público: 5,019 Árbitros: Krstič, Ljubič |
| 20 Novembro 2016 17:00 | Ilić 8           | (14–15) | Gensheimer 8        | Veszprém Aréna, Veszprém Público: 5,019 Árbitros: Krstič, Ljubič |
| 20 Novembro 2016 17:00 | 5× 3×            |         | 6× 2×               | Veszprém Aréna, Veszprém Público: 5,019 Árbitros: Krstič, Ljubič |

| 20 Novembro 2016 19:30 | THW Kiel          | 22–30   | Flensburg-Handewitt | Sparkassen-Arena, Kiel Público: 10,285 Árbitros: Sigurjónsson, Pétursson |
| 20 Novembro 2016 19:30 | Weinhold, Zeitz 4 | (12–14) | Eggert 6            | Sparkassen-Arena, Kiel Público: 10,285 Árbitros: Sigurjónsson, Pétursson |
| 20 Novembro 2016 19:30 | 5× 3×             |         | 5× 3×               | Sparkassen-Arena, Kiel Público: 10,285 Árbitros: Sigurjónsson, Pétursson |

| 23 Novembro 2016 18:30 | Flensburg-Handewitt | 25–26   | THW Kiel        | Flens-Arena, Flensburg Público: 6,300 Árbitros: Dinu, Din |
| 23 Novembro 2016 18:30 | Eggert 7            | (13–17) | three players 5 | Flens-Arena, Flensburg Público: 6,300 Árbitros: Dinu, Din |
| 23 Novembro 2016 18:30 | 2× 3×               |         | 6× 3× 1×        | Flens-Arena, Flensburg Público: 6,300 Árbitros: Dinu, Din |

| 26 Novembro 2016 20:00 | Kadetten Schaffhausen | 27–25   | Wisła Płock | BBC-Arena, Schaffhausen Público: 2,400 Árbitros: Sondors, Līcis |
| 26 Novembro 2016 20:00 | Császár 8             | (12–14) | Zhitnikov 5 | BBC-Arena, Schaffhausen Público: 2,400 Árbitros: Sondors, Līcis |
| 26 Novembro 2016 20:00 | 6× 2×                 |         | 8× 3× 1×    | BBC-Arena, Schaffhausen Público: 2,400 Árbitros: Sondors, Līcis |

| 27 Novembro 2016 17:00 | Paris Saint-Germain | 28–24   | Telekom Veszprém | Halle Georges Carpentier, Paris Público: 2,800 Árbitros: Baďura, Ondogrecula |
| 27 Novembro 2016 17:00 | Gensheimer 6        | (14–12) | Pálmarsson 5     | Halle Georges Carpentier, Paris Público: 2,800 Árbitros: Baďura, Ondogrecula |
| 27 Novembro 2016 17:00 | 1× 3×               |         | 2×               | Halle Georges Carpentier, Paris Público: 2,800 Árbitros: Baďura, Ondogrecula |

| 27 Novembro 2016 17:30 | Barcelona Lassa | 34–19   | Bjerringbro-Silkeborg | Palau Blaugrana, Barcelona Público: 2,923 Árbitros: Caçador, Nicolau |
| 27 Novembro 2016 17:30 | Lazarov 7       | (18–10) | Espersen 4            | Palau Blaugrana, Barcelona Público: 2,923 Árbitros: Caçador, Nicolau |
| 27 Novembro 2016 17:30 | 3×              |         | 4× 3×                 | Palau Blaugrana, Barcelona Público: 2,923 Árbitros: Caçador, Nicolau |

| 3 Dezembro 2016 17:30 | THW Kiel  | 24–24  | Wisła Płock | Sparkassen-Arena, Kiel Público: 9,700 Árbitros: Gousko, Repkin |
| 3 Dezembro 2016 17:30 | Duvnjak 7 | (15–9) | Mihić 6     | Sparkassen-Arena, Kiel Público: 9,700 Árbitros: Gousko, Repkin |
| 3 Dezembro 2016 17:30 | 2× 3×     |        | 1× 3×       | Sparkassen-Arena, Kiel Público: 9,700 Árbitros: Gousko, Repkin |

| 3 Dezembro 2016 20:30 | Barcelona Lassa | 35–32   | Paris Saint-Germain | Palau Blaugrana, Barcelona Público: 6,110 Árbitros: Geipel, Helbig |
| 3 Dezembro 2016 20:30 | Lazarov 9       | (14–14) | Hansen 7            | Palau Blaugrana, Barcelona Público: 6,110 Árbitros: Geipel, Helbig |
| 3 Dezembro 2016 20:30 | 4× 3×           |         | 5× 2×               | Palau Blaugrana, Barcelona Público: 6,110 Árbitros: Geipel, Helbig |

| 4 Dezembro 2016 16:50 | Bjerringbro-Silkeborg | 24–29  | Telekom Veszprém | Silkeborg-Hallerne, Silkeborg Público: 2,140 Árbitros: Nikolov, Nachevski |
| 4 Dezembro 2016 16:50 | Klitgaard, Skube 5    | (9–15) | Ilić 6           | Silkeborg-Hallerne, Silkeborg Público: 2,140 Árbitros: Nikolov, Nachevski |
| 4 Dezembro 2016 16:50 | 3×                    |        | 6× 3×            | Silkeborg-Hallerne, Silkeborg Público: 2,140 Árbitros: Nikolov, Nachevski |

| 11 Fevereiro 2017 17:30 | Telekom Veszprém | 22–25   | Barcelona Lassa | Veszprém Aréna, Veszprém Público: 5,019 Árbitros: Nikolić, Stojković |
| 11 Fevereiro 2017 17:30 | Gajić, Nagy 6    | (14–13) | Rivera Folch 5  | Veszprém Aréna, Veszprém Público: 5,019 Árbitros: Nikolić, Stojković |
| 11 Fevereiro 2017 17:30 | 4× 3×            |         | 6× 3×           | Veszprém Aréna, Veszprém Público: 5,019 Árbitros: Nikolić, Stojković |

| 11 Fevereiro 2017 17:30 | Kadetten Schaffhausen | 25–30   | THW Kiel | BBC-Arena, Schaffhausen Público: 3,500 Árbitros: Krstič, Ljubič |
| 11 Fevereiro 2017 17:30 | three players 5       | (13–13) | Ekberg 8 | BBC-Arena, Schaffhausen Público: 3,500 Árbitros: Krstič, Ljubič |
| 11 Fevereiro 2017 17:30 | 4× 2×                 |         | 3×       | BBC-Arena, Schaffhausen Público: 3,500 Árbitros: Krstič, Ljubič |

| 11 Fevereiro 2017 20:30 | Paris Saint-Germain | 32–27   | Bjerringbro-Silkeborg | Halle Georges Carpentier, Paris Público: 3,400 Árbitros: Dinu, Din |
| 11 Fevereiro 2017 20:30 | Karabatić 11        | (18–13) | Nielsen 6             | Halle Georges Carpentier, Paris Público: 3,400 Árbitros: Dinu, Din |
| 11 Fevereiro 2017 20:30 | 3×                  |         | 1× 3×                 | Halle Georges Carpentier, Paris Público: 3,400 Árbitros: Dinu, Din |

| 12 Fevereiro 2017 17:30 | Wisła Płock | 30–37   | Flensburg-Handewitt | Orlen Arena, Płock Público: 4,500 Árbitros: Elíasson, Pálsson |
| 12 Fevereiro 2017 17:30 | Ivić 6      | (16–18) | Radivojević 9       | Orlen Arena, Płock Público: 4,500 Árbitros: Elíasson, Pálsson |
| 12 Fevereiro 2017 17:30 | 4× 3×       |         | 6× 3×               | Orlen Arena, Płock Público: 4,500 Árbitros: Elíasson, Pálsson |

| 15 Fevereiro 2017 18:30 | THW Kiel | 25–27   | Telekom Veszprém | Sparkassen-Arena, Kiel Público: 10,285 Árbitros: Gubica, Milošević |
| 15 Fevereiro 2017 18:30 | Ekberg 7 | (15–15) | Ilić 7           | Sparkassen-Arena, Kiel Público: 10,285 Árbitros: Gubica, Milošević |
| 15 Fevereiro 2017 18:30 | 3×       |         | 5× 3×            | Sparkassen-Arena, Kiel Público: 10,285 Árbitros: Gubica, Milošević |

| 16 Fevereiro 2017 20:00 | Kadetten Schaffhausen | 24–31   | Barcelona Lassa | BBC-Arena, Schaffhausen Público: 3,350 Árbitros: Jørum, Kleven |
| 16 Fevereiro 2017 20:00 | Császár 7             | (10–18) | N'Guessan 5     | BBC-Arena, Schaffhausen Público: 3,350 Árbitros: Jørum, Kleven |
| 16 Fevereiro 2017 20:00 | 4× 2×                 |         | 2×              | BBC-Arena, Schaffhausen Público: 3,350 Árbitros: Jørum, Kleven |

| 18 Fevereiro 2017 16:00 | Wisła Płock | 28–25   | Bjerringbro-Silkeborg | Orlen Arena, Płock Público: 4,360 Árbitros: Mitrović, Vešović |
| 18 Fevereiro 2017 16:00 | Duarte 7    | (13–15) | Knudsen 5             | Orlen Arena, Płock Público: 4,360 Árbitros: Mitrović, Vešović |
| 18 Fevereiro 2017 16:00 | 4× 3× 1×    |         | 2×                    | Orlen Arena, Płock Público: 4,360 Árbitros: Mitrović, Vešović |

| 18 Fevereiro 2017 17:30 | Flensburg-Handewitt | 33–34   | Paris Saint-Germain | Flens-Arena, Flensburg Público: 6,300 Árbitros: Gjeding, Hansen |
| 18 Fevereiro 2017 17:30 | Eggert, Schmidt 5   | (18–15) | Nielsen 7           | Flens-Arena, Flensburg Público: 6,300 Árbitros: Gjeding, Hansen |
| 18 Fevereiro 2017 17:30 | 2× 1×               |         | 2× 3×               | Flens-Arena, Flensburg Público: 6,300 Árbitros: Gjeding, Hansen |

| 25 Fevereiro 2017 17:00 | Telekom Veszprém | 31–25   | Wisła Płock       | Veszprém Aréna, Veszprém Público: 5,100 Árbitros: Mažeika, Gatelis |
| 25 Fevereiro 2017 17:00 | Ilić 7           | (18–14) | Ivić, Zhitnikov 4 | Veszprém Aréna, Veszprém Público: 5,100 Árbitros: Mažeika, Gatelis |
| 25 Fevereiro 2017 17:00 | 6× 3×            |         | 4× 2×             | Veszprém Aréna, Veszprém Público: 5,100 Árbitros: Mažeika, Gatelis |

| 25 Fevereiro 2017 17:30 | THW Kiel          | 21–24   | Bjerringbro-Silkeborg | Sparkassen-Arena, Kiel Público: 10,285 Árbitros: Horáček, Novotný |
| 25 Fevereiro 2017 17:30 | Duvnjak, Ekberg 4 | (11–10) | Knudsen 7             | Sparkassen-Arena, Kiel Público: 10,285 Árbitros: Horáček, Novotný |
| 25 Fevereiro 2017 17:30 | 3×                |         | 1× 2×                 | Sparkassen-Arena, Kiel Público: 10,285 Árbitros: Horáček, Novotný |

| 25 Fevereiro 2017 20:00 | Paris Saint-Germain  | 34–26   | Kadetten Schaffhausen | Halle Georges Carpentier, Paris Público: 2,800 Árbitros: Kiyashko, Kiselev |
| 25 Fevereiro 2017 20:00 | Gensheimer, Hansen 6 | (17–16) | Császár 10            | Halle Georges Carpentier, Paris Público: 2,800 Árbitros: Kiyashko, Kiselev |
| 25 Fevereiro 2017 20:00 | 4× 3×                |         | 4× 3×                 | Halle Georges Carpentier, Paris Público: 2,800 Árbitros: Kiyashko, Kiselev |

| 26 Fevereiro 2017 19:30 | Barcelona Lassa | 26–23   | Flensburg-Handewitt | Palau Blaugrana, Barcelona Público: 4,107 Árbitros: Nikolov, Nachevski |
| 26 Fevereiro 2017 19:30 | Rivera Folch 4  | (14–12) | Radivojević 6       | Palau Blaugrana, Barcelona Público: 4,107 Árbitros: Nikolov, Nachevski |
| 26 Fevereiro 2017 19:30 | 3×              |         | 2× 3×               | Palau Blaugrana, Barcelona Público: 4,107 Árbitros: Nikolov, Nachevski |

| 2 Março 2017 20:00 | Kadetten Schaffhausen | 27–28   | Telekom Veszprém | BBC-Arena, Schaffhausen Público: 2,860 Árbitros: Konjičanin, Konjičanin |
| 2 Março 2017 20:00 | Maros 8               | (15–16) | Gajić, Ilić 5    | BBC-Arena, Schaffhausen Público: 2,860 Árbitros: Konjičanin, Konjičanin |
| 2 Março 2017 20:00 | 5× 1×                 |         | 2×               | BBC-Arena, Schaffhausen Público: 2,860 Árbitros: Konjičanin, Konjičanin |

| 4 Março 2017 17:30 | Flensburg-Handewitt | 26–24   | Bjerringbro-Silkeborg | Flens-Arena, Flensburg Público: 5,867 Árbitros: Lah, Sok |
| 4 Março 2017 17:30 | three players 5     | (10–11) | Nielsen 7             | Flens-Arena, Flensburg Público: 5,867 Árbitros: Lah, Sok |
| 4 Março 2017 17:30 | 2× 3×               |         | 4× 3×                 | Flens-Arena, Flensburg Público: 5,867 Árbitros: Lah, Sok |

| 5 Março 2017 18:00 | Wisła Płock | 25–29   | Paris Saint-Germain | Orlen Arena, Płock Público: 5,287 Árbitros: Krstič, Ljubič |
| 5 Março 2017 18:00 | Ivić 6      | (11–14) | Gensheimer 7        | Orlen Arena, Płock Público: 5,287 Árbitros: Krstič, Ljubič |
| 5 Março 2017 18:00 | 5× 3×       |         | 3×                  | Orlen Arena, Płock Público: 5,287 Árbitros: Krstič, Ljubič |

| 5 Março 2017 19:45 | THW Kiel        | 27–27   | Barcelona Lassa | Sparkassen-Arena, Kiel Público: 10,049 Árbitros: Elíasson, Pálsson |
| 5 Março 2017 19:45 | Ekberg, Vujin 8 | (13–15) | Lazarov 8       | Sparkassen-Arena, Kiel Público: 10,049 Árbitros: Elíasson, Pálsson |
| 5 Março 2017 19:45 | 4× 3×           |         | 6× 3×           | Sparkassen-Arena, Kiel Público: 10,049 Árbitros: Elíasson, Pálsson |

| 8 Março 2017 18:30 | Flensburg-Handewitt | 31–26   | Kadetten Schaffhausen | Flens-Arena, Flensburg Público: 5,567 Árbitros: Leszczynski, Piechota |
| 8 Março 2017 18:30 | Radivojević 7       | (15–14) | Pendic 9              | Flens-Arena, Flensburg Público: 5,567 Árbitros: Leszczynski, Piechota |
| 8 Março 2017 18:30 | 3×                  |         | 5× 3×                 | Flens-Arena, Flensburg Público: 5,567 Árbitros: Leszczynski, Piechota |

| 11 Março 2017 17:30 | Telekom Veszprém | 34–28   | Flensburg-Handewitt | Veszprém Aréna, Veszprém Público: 5,019 Árbitros: Baďura, Ondogrecula |
| 11 Março 2017 17:30 | Ilić 9           | (17–18) | Glandorf, Lauge 5   | Veszprém Aréna, Veszprém Público: 5,019 Árbitros: Baďura, Ondogrecula |
| 11 Março 2017 17:30 | 4× 3× 1×         |         | 6× 2×               | Veszprém Aréna, Veszprém Público: 5,019 Árbitros: Baďura, Ondogrecula |

| 11 Março 2017 20:00 | Barcelona Lassa | 36–28   | Wisła Płock | Palau Blaugrana, Barcelona Público: 3,855 Árbitros: Baumgart, Wild |
| 11 Março 2017 20:00 | Tomás 7         | (17–15) | Ivić 7      | Palau Blaugrana, Barcelona Público: 3,855 Árbitros: Baumgart, Wild |
| 11 Março 2017 20:00 | 3×              |         | 5× 3×       | Palau Blaugrana, Barcelona Público: 3,855 Árbitros: Baumgart, Wild |

| 12 Março 2017 16:50 | Bjerringbro-Silkeborg | 37–32   | Kadetten Schaffhausen | Silkeborg-Hallerne, Silkeborg Público: 2,424 Árbitros: Horváth, Marton |
| 12 Março 2017 16:50 | three players 7       | (18–14) | three players 6       | Silkeborg-Hallerne, Silkeborg Público: 2,424 Árbitros: Horváth, Marton |
| 12 Março 2017 16:50 | 3×                    |         | 7× 2× 1×              | Silkeborg-Hallerne, Silkeborg Público: 2,424 Árbitros: Horváth, Marton |

| 12 Março 2017 17:00 | Paris Saint-Germain     | 42–24   | THW Kiel | Halle Georges Carpentier, Paris Público: 2,700 Árbitros: Zotin, Volodkov |
| 12 Março 2017 17:00 | Gensheimer, Karabatić 7 | (22–10) | Vujin 5  | Halle Georges Carpentier, Paris Público: 2,700 Árbitros: Zotin, Volodkov |
| 12 Março 2017 17:00 | 3×                      |         | 3× 2×    | Halle Georges Carpentier, Paris Público: 2,700 Árbitros: Zotin, Volodkov |

### Grupo B
| Pos | Equipe             | Pts | J  | V  | E | D | GP  | GC  | SG  | Classificado     |
| --- | ------------------ | --- | -- | -- | - | - | --- | --- | --- | ---------------- |
| 1   | Vardar             | 20  | 14 | 10 | 0 | 4 | 412 | 378 | +34 | Quartos de final |
| 2   | Vive Tauron Kielce | 18  | 14 | 9  | 0 | 5 | 415 | 390 | +25 | Oitavos de final |
| 3   | MOL-Pick Szeged    | 17  | 14 | 8  | 1 | 5 | 376 | 350 | +26 | Oitavos de final |
| 4   | Rhein-Neckar Löwen | 17  | 14 | 8  | 1 | 5 | 392 | 396 | −4  | Oitavos de final |
| 5   | Meshkov Brest      | 14  | 14 | 5  | 4 | 5 | 383 | 385 | −2  | Oitavos de final |
| 6   | Zagreb             | 9   | 14 | 4  | 1 | 9 | 332 | 356 | −24 | Oitavos de final |
| 7   | Celje              | 9   | 14 | 3  | 3 | 8 | 399 | 424 | −25 |                  |
| 8   | IFK Kristianstad   | 8   | 14 | 3  | 2 | 9 | 381 | 411 | −30 |                  |

| 24 September 2016 17:00 | Meshkov Brest | 24–29   | Vive Tauron Kielce | Universal Sports Complex Victoria, Brest Público: 3,220 Árbitros: Dobrovits, Tájok |
| 24 September 2016 17:00 | Stojković 6   | (14–11) | Lijewski 6         | Universal Sports Complex Victoria, Brest Público: 3,220 Árbitros: Dobrovits, Tájok |
| 24 September 2016 17:00 | 4× 2×         |         | 6× 2×              | Universal Sports Complex Victoria, Brest Público: 3,220 Árbitros: Dobrovits, Tájok |

| 24 September 2016 18:30 | Celje    | 30–28   | Zagreb        | Zlatorog Arena, Celje Público: 3,000 Árbitros: López, Ramírez |
| 24 September 2016 18:30 | Žvižej 7 | (14–13) | Mandalinić 10 | Zlatorog Arena, Celje Público: 3,000 Árbitros: López, Ramírez |
| 24 September 2016 18:30 | 7× 2× 1× |         | 4× 3×         | Zlatorog Arena, Celje Público: 3,000 Árbitros: López, Ramírez |

| 25 September 2016 16:15 | IFK Kristianstad | 23–28   | Vardar       | Kristianstad Arena, Kristianstad Público: 3,966 Árbitros: Pichon, Reveret |
| 25 September 2016 16:15 | Henningsson 7    | (12–15) | Dujshebaev 7 | Kristianstad Arena, Kristianstad Público: 3,966 Árbitros: Pichon, Reveret |
| 25 September 2016 16:15 | 3×               |         | 3×           | Kristianstad Arena, Kristianstad Público: 3,966 Árbitros: Pichon, Reveret |

| 25 September 2016 17:00 | MOL-Pick Szeged | 28–28   | Rhein-Neckar Löwen | Városi Sportcsarnok, Szeged Público: 3,100 Árbitros: Jurinović, Mrvica |
| 25 September 2016 17:00 | Gorbok 6        | (13–12) | Schmid 6           | Városi Sportcsarnok, Szeged Público: 3,100 Árbitros: Jurinović, Mrvica |
| 25 September 2016 17:00 | 1× 3×           |         | 3× 2×              | Városi Sportcsarnok, Szeged Público: 3,100 Árbitros: Jurinović, Mrvica |

| 28 September 2016 18:30 | Rhein-Neckar Löwen         | 31–30   | Celje     | Fraport Arena, Frankfurt Público: 1,270 Árbitros: Dinu, Din |
| 28 September 2016 18:30 | Ekdahl du Rietz, Pekeler 5 | (16–15) | Zarabec 8 | Fraport Arena, Frankfurt Público: 1,270 Árbitros: Dinu, Din |
| 28 September 2016 18:30 | 5× 2×                      |         | 1× 3×     | Fraport Arena, Frankfurt Público: 1,270 Árbitros: Dinu, Din |

| 1 Outubro 2016 15:30 | Vive Tauron Kielce     | 38–28   | IFK Kristianstad | Hala Legionów, Kielce Público: 3,800 Árbitros: Geipel, Helbig |
| 1 Outubro 2016 15:30 | Bielecki, Paczkowski 7 | (18–13) | Henningsson 6    | Hala Legionów, Kielce Público: 3,800 Árbitros: Geipel, Helbig |
| 1 Outubro 2016 15:30 | 3×                     |         | 5× 2×            | Hala Legionów, Kielce Público: 3,800 Árbitros: Geipel, Helbig |

| 1 Outubro 2016 17:30 | Vardar       | 31–27   | Meshkov Brest | Jane Sandanski Arena, Skopje Público: 4,500 Árbitros: Mažeika, Gatelis |
| 1 Outubro 2016 17:30 | Dujshebaev 9 | (13–13) | Stojković 8   | Jane Sandanski Arena, Skopje Público: 4,500 Árbitros: Mažeika, Gatelis |
| 1 Outubro 2016 17:30 | 3× 2×        |         | 6× 3× 1×      | Jane Sandanski Arena, Skopje Público: 4,500 Árbitros: Mažeika, Gatelis |

| 1 Outubro 2016 20:00 | Zagreb   | 24–26   | MOL-Pick Szeged | Arena Zagreb, Zagreb Público: 6,000 Árbitros: Sondors, Līcis |
| 1 Outubro 2016 20:00 | Horvat 6 | (12–12) | Šoštarič 6      | Arena Zagreb, Zagreb Público: 6,000 Árbitros: Sondors, Līcis |
| 1 Outubro 2016 20:00 | 4× 3×    |         | 7× 2×           | Arena Zagreb, Zagreb Público: 6,000 Árbitros: Sondors, Līcis |

| 8 Outubro 2016 18:15 | IFK Kristianstad | 29–22   | Zagreb       | Kristianstad Arena, Kristianstad Público: 4,057 Árbitros: Kiyashko, Kiselev |
| 8 Outubro 2016 18:15 | Lagergren 9      | (13–10) | Mandalinić 5 | Kristianstad Arena, Kristianstad Público: 4,057 Árbitros: Kiyashko, Kiselev |
| 8 Outubro 2016 18:15 | 4× 2×            |         | 4× 2×        | Kristianstad Arena, Kristianstad Público: 4,057 Árbitros: Kiyashko, Kiselev |

| 8 Outubro 2016 18:30 | Meshkov Brest | 30–28   | Rhein-Neckar Löwen | Universal Sports Complex Victoria, Brest Público: 3,250 Árbitros: Opava, Válek |
| 8 Outubro 2016 18:30 | Krištopāns 7  | (17–12) | Ekdahl du Rietz 11 | Universal Sports Complex Victoria, Brest Público: 3,250 Árbitros: Opava, Válek |
| 8 Outubro 2016 18:30 | 3×            |         | 1× 2×              | Universal Sports Complex Victoria, Brest Público: 3,250 Árbitros: Opava, Válek |

| 9 Outubro 2016 17:00 | MOL-Pick Szeged | 27–29   | Vive Tauron Kielce | Városi Sportcsarnok, Szeged Público: 3,200 Árbitros: Santos, Fonseca |
| 9 Outubro 2016 17:00 | Balogh 5        | (15–16) | Lijewski 6         | Városi Sportcsarnok, Szeged Público: 3,200 Árbitros: Santos, Fonseca |
| 9 Outubro 2016 17:00 | 5× 2×           |         | 3× 1×              | Városi Sportcsarnok, Szeged Público: 3,200 Árbitros: Santos, Fonseca |

| 9 Outubro 2016 18:30 | Celje            | 26–32   | Vardar     | Zlatorog Arena, Celje Público: 3,200 Árbitros: Madsen, Mortensen |
| 9 Outubro 2016 18:30 | Mlakar, Poteko 5 | (15–15) | Marsenić 6 | Zlatorog Arena, Celje Público: 3,200 Árbitros: Madsen, Mortensen |
| 9 Outubro 2016 18:30 | 5× 3×            |         | 6×         | Zlatorog Arena, Celje Público: 3,200 Árbitros: Madsen, Mortensen |

| 12 Outubro 2016 18:30 | Rhein-Neckar Löwen | 30–29   | IFK Kristianstad | Fraport Arena, Frankfurt Público: 1,312 Árbitros: Pavićević, Ražnatović |
| 12 Outubro 2016 18:30 | Schmid 8           | (17–13) | Tollbring 5      | Fraport Arena, Frankfurt Público: 1,312 Árbitros: Pavićević, Ražnatović |
| 12 Outubro 2016 18:30 | 3× 1×              |         | 6× 3×            | Fraport Arena, Frankfurt Público: 1,312 Árbitros: Pavićević, Ražnatović |

| 15 Outubro 2016 18:00 | Vive Tauron Kielce | 31–23   | Celje  | Hala Legionów, Kielce Público: 4,000 Árbitros: Pichon, Reveret |
| 15 Outubro 2016 18:00 | Bielecki, Djukić 5 | (16–15) | Janc 7 | Hala Legionów, Kielce Público: 4,000 Árbitros: Pichon, Reveret |
| 15 Outubro 2016 18:00 | 2×                 |         | 5× 3×  | Hala Legionów, Kielce Público: 4,000 Árbitros: Pichon, Reveret |

| 15 Outubro 2016 20:00 | Zagreb   | 22–27   | Meshkov Brest | Arena Zagreb, Zagreb Público: 9,000 Árbitros: Dentz, Reibel |
| 15 Outubro 2016 20:00 | Horvat 6 | (10–14) | Krištopāns 7  | Arena Zagreb, Zagreb Público: 9,000 Árbitros: Dentz, Reibel |
| 15 Outubro 2016 20:00 | 4× 3× 1× |         | 5× 2× 1×      | Arena Zagreb, Zagreb Público: 9,000 Árbitros: Dentz, Reibel |

| 16 Outubro 2016 17:30 | Vardar    | 30–27   | MOL-Pick Szeged | Jane Sandanski Arena, Skopje Público: 4,857 Árbitros: Covalciuc, Covalciuc |
| 16 Outubro 2016 17:30 | Dibirov 8 | (16–15) | Balogh 9        | Jane Sandanski Arena, Skopje Público: 4,857 Árbitros: Covalciuc, Covalciuc |
| 16 Outubro 2016 17:30 | 1× 3×     |         | 3×              | Jane Sandanski Arena, Skopje Público: 4,857 Árbitros: Covalciuc, Covalciuc |

| 22 Outubro 2016 19:00 | IFK Kristianstad | 29–29   | Celje  | Kristianstad Arena, Kristianstad Público: 4,183 Árbitros: Harabagiu, Stănescu |
| 22 Outubro 2016 19:00 | Tollbring 8      | (14–11) | Janc 9 | Kristianstad Arena, Kristianstad Público: 4,183 Árbitros: Harabagiu, Stănescu |
| 22 Outubro 2016 19:00 | 3×               |         | 3×     | Kristianstad Arena, Kristianstad Público: 4,183 Árbitros: Harabagiu, Stănescu |

| 22 Outubro 2016 20:00 | Zagreb     | 28–27   | Vardar       | Arena Zagreb, Zagreb Público: 9,850 Árbitros: Marín, García |
| 22 Outubro 2016 20:00 | Marković 6 | (12–17) | Dujshebaev 5 | Arena Zagreb, Zagreb Público: 9,850 Árbitros: Marín, García |
| 22 Outubro 2016 20:00 | 3× 2×      |         | 2×           | Arena Zagreb, Zagreb Público: 9,850 Árbitros: Marín, García |

| 23 Outubro 2016 17:00 | MOL-Pick Szeged | 24–22   | Meshkov Brest      | Városi Sportcsarnok, Szeged Público: 3,200 Árbitros: Pandžić, Mosorinski |
| 23 Outubro 2016 17:00 | Balogh 9        | (11–10) | Atman, Stojković 4 | Városi Sportcsarnok, Szeged Público: 3,200 Árbitros: Pandžić, Mosorinski |
| 23 Outubro 2016 17:00 | 4× 3×           |         | 6× 3×              | Városi Sportcsarnok, Szeged Público: 3,200 Árbitros: Pandžić, Mosorinski |

| 23 Outubro 2016 19:30 | Vive Tauron Kielce | 26–34   | Rhein-Neckar Löwen | Hala Legionów, Kielce Público: 4,200 Árbitros: López, Ramírez |
| 23 Outubro 2016 19:30 | Bielecki 8         | (15–16) | Baena 7            | Hala Legionów, Kielce Público: 4,200 Árbitros: López, Ramírez |
| 23 Outubro 2016 19:30 | 2× 3×              |         | 3×                 | Hala Legionów, Kielce Público: 4,200 Árbitros: López, Ramírez |

| 10 Novembro 2016 18:15 | Rhein-Neckar Löwen    | 25–24   | Zagreb       | Fraport Arena, Frankfurt Público: 1,546 Árbitros: Santos, Fonseca |
| 10 Novembro 2016 18:15 | Schmid, Steinhauser 7 | (14–10) | Mandalinić 9 | Fraport Arena, Frankfurt Público: 1,546 Árbitros: Santos, Fonseca |
| 10 Novembro 2016 18:15 | 3× 2×                 |         | 5× 3×        | Fraport Arena, Frankfurt Público: 1,546 Árbitros: Santos, Fonseca |

| 12 Novembro 2016 17:30 | Vardar    | 40–34   | Vive Tauron Kielce | Jane Sandanski Arena, Skopje Público: 6,000 Árbitros: Baďura, Ondogrecula |
| 12 Novembro 2016 17:30 | Karačić 9 | (18–18) | Aguinagalde 8      | Jane Sandanski Arena, Skopje Público: 6,000 Árbitros: Baďura, Ondogrecula |
| 12 Novembro 2016 17:30 | 4× 3×     |         | 2×                 | Jane Sandanski Arena, Skopje Público: 6,000 Árbitros: Baďura, Ondogrecula |

| 12 Novembro 2016 19:00 | Celje    | 25–31   | MOL-Pick Szeged | Zlatorog Arena, Celje Público: 3,300 Árbitros: Elíasson, Pálsson |
| 12 Novembro 2016 19:00 | Žvižej 5 | (15–16) | Gorbok 6        | Zlatorog Arena, Celje Público: 3,300 Árbitros: Elíasson, Pálsson |
| 12 Novembro 2016 19:00 | 5× 3×    |         | 9× 3×           | Zlatorog Arena, Celje Público: 3,300 Árbitros: Elíasson, Pálsson |

| 12 Novembro 2016 19:30 | Meshkov Brest   | 32–27   | IFK Kristianstad | Universal Sports Complex Victoria, Brest Público: 3,300 Árbitros: Mandák, Rudinský |
| 12 Novembro 2016 19:30 | three players 5 | (17–13) | Tollbring 8      | Universal Sports Complex Victoria, Brest Público: 3,300 Árbitros: Mandák, Rudinský |
| 12 Novembro 2016 19:30 | 2×              |         | 3× 2×            | Universal Sports Complex Victoria, Brest Público: 3,300 Árbitros: Mandák, Rudinský |

| 16 Novembro 2016 19:00 | Zagreb               | 23–26   | Vive Tauron Kielce | Arena Zagreb, Zagreb Público: 5,000 Árbitros: Dinu, Din |
| 16 Novembro 2016 19:00 | Horvat, Mandalinić 6 | (12–11) | Lijewski 5         | Arena Zagreb, Zagreb Público: 5,000 Árbitros: Dinu, Din |
| 16 Novembro 2016 19:00 | 2× 3×                |         | 2× 3×              | Arena Zagreb, Zagreb Público: 5,000 Árbitros: Dinu, Din |

| 17 Novembro 2016 19:00 | Rhein-Neckar Löwen | 27–33   | Vardar      | Fraport Arena, Frankfurt Público: 2,649 Árbitros: Sondors, Līcis |
| 17 Novembro 2016 19:00 | Sigurðsson 7       | (16–17) | Cañellas 10 | Fraport Arena, Frankfurt Público: 2,649 Árbitros: Sondors, Līcis |
| 17 Novembro 2016 19:00 | 1× 2×              |         | 2×          | Fraport Arena, Frankfurt Público: 2,649 Árbitros: Sondors, Līcis |

| 19 Novembro 2016 18:15 | IFK Kristianstad | 21–29   | MOL-Pick Szeged | Kristianstad Arena, Kristianstad Público: 4,119 Árbitros: Erdoğan, Özdeniz |
| 19 Novembro 2016 18:15 | Guðmundsson 5    | (12–15) | Gorbok 7        | Kristianstad Arena, Kristianstad Público: 4,119 Árbitros: Erdoğan, Özdeniz |
| 19 Novembro 2016 18:15 | 3×               |         | 2× 3×           | Kristianstad Arena, Kristianstad Público: 4,119 Árbitros: Erdoğan, Özdeniz |

| 19 Novembro 2016 19:30 | Meshkov Brest | 29–29   | Celje    | Universal Sports Complex Victoria, Brest Público: 3,450 Árbitros: Tzaferopoulos, Bethmann |
| 19 Novembro 2016 19:30 | Stojković 8   | (14–15) | Žvižej 8 | Universal Sports Complex Victoria, Brest Público: 3,450 Árbitros: Tzaferopoulos, Bethmann |
| 19 Novembro 2016 19:30 | 6× 3×         |         | 3×       | Universal Sports Complex Victoria, Brest Público: 3,450 Árbitros: Tzaferopoulos, Bethmann |

| 26 Novembro 2016 17:30 | Vardar              | 26–29   | Rhein-Neckar Löwen | Jane Sandanski Arena, Skopje Público: 5,500 Árbitros: Horáček, Novotný |
| 26 Novembro 2016 17:30 | Borozan, Cañellas 6 | (15–15) | Larsen, Reinkind 7 | Jane Sandanski Arena, Skopje Público: 5,500 Árbitros: Horáček, Novotný |
| 26 Novembro 2016 17:30 | 1× 3×               |         | 4× 2×              | Jane Sandanski Arena, Skopje Público: 5,500 Árbitros: Horáček, Novotný |

| 26 Novembro 2016 18:15 | MOL-Pick Szeged | 33–28   | IFK Kristianstad | Városi Sportcsarnok, Szeged Público: 3,100 Árbitros: Dentz, Reibel |
| 26 Novembro 2016 18:15 | Gaber 6         | (20–17) | Lipovac 6        | Városi Sportcsarnok, Szeged Público: 3,100 Árbitros: Dentz, Reibel |
| 26 Novembro 2016 18:15 | 2× 3×           |         | 3×               | Városi Sportcsarnok, Szeged Público: 3,100 Árbitros: Dentz, Reibel |

| 27 Novembro 2016 18:00 | Vive Tauron Kielce | 29–25   | Zagreb       | Hala Legionów, Kielce Público: 4,200 Árbitros: Gjeding, Hansen |
| 27 Novembro 2016 18:00 | Aguinagalde 7      | (11–12) | Mandalinić 7 | Hala Legionów, Kielce Público: 4,200 Árbitros: Gjeding, Hansen |
| 27 Novembro 2016 18:00 | 3×                 |         | 5× 2×        | Hala Legionów, Kielce Público: 4,200 Árbitros: Gjeding, Hansen |

| 27 Novembro 2016 18:30 | Celje          | 36–36   | Meshkov Brest  | Zlatorog Arena, Celje Público: 3,400 Árbitros: Erdoğan, Özdeniz |
| 27 Novembro 2016 18:30 | Janc, Razgor 9 | (18–17) | Ostroushko32 8 | Zlatorog Arena, Celje Público: 3,400 Árbitros: Erdoğan, Özdeniz |
| 27 Novembro 2016 18:30 | 4× 3× 1×       |         | 9×             | Zlatorog Arena, Celje Público: 3,400 Árbitros: Erdoğan, Özdeniz |

| 30 Novembro 2016 19:00 | IFK Kristianstad | 29–29   | Meshkov Brest | Kristianstad Arena, Kristianstad Público: 4,010 Árbitros: López, Ramírez |
| 30 Novembro 2016 19:00 | Tollbring 6      | (15–17) | Krištopāns 7  | Kristianstad Arena, Kristianstad Público: 4,010 Árbitros: López, Ramírez |
| 30 Novembro 2016 19:00 | 5× 3×            |         | 5× 3× 1×      | Kristianstad Arena, Kristianstad Público: 4,010 Árbitros: López, Ramírez |

| 1 Dezembro 2016 19:00 | Zagreb | 25–21   | Rhein-Neckar Löwen | Arena Zagreb, Zagreb Público: 6,508 Árbitros: Zotin, Volodkov |
| 1 Dezembro 2016 19:00 | Vori 5 | (10–15) | Manaskov 5         | Arena Zagreb, Zagreb Público: 6,508 Árbitros: Zotin, Volodkov |
| 1 Dezembro 2016 19:00 | 2× 3×  |         | 2× 3×              | Arena Zagreb, Zagreb Público: 6,508 Árbitros: Zotin, Volodkov |

| 3 Dezembro 2016 18:45 | MOL-Pick Szeged | 27–22   | Celje    | Városi Sportcsarnok, Szeged Público: 3,200 Árbitros: Mažeika, Gatelis |
| 3 Dezembro 2016 18:45 | Källman 6       | (15–10) | Žvižej 7 | Városi Sportcsarnok, Szeged Público: 3,200 Árbitros: Mažeika, Gatelis |
| 3 Dezembro 2016 18:45 | 4× 2×           |         | 5× 3×    | Városi Sportcsarnok, Szeged Público: 3,200 Árbitros: Mažeika, Gatelis |

| 4 Dezembro 2016 18:00 | Vive Tauron Kielce | 27–24   | Vardar                | Hala Legionów, Kielce Público: 4,200 Árbitros: Elíasson, Pálsson |
| 4 Dezembro 2016 18:00 | three players 4    | (15–12) | Dujshebaev, Karačić 5 | Hala Legionów, Kielce Público: 4,200 Árbitros: Elíasson, Pálsson |
| 4 Dezembro 2016 18:00 | 8× 3× 1×           |         | 6× 3×                 | Hala Legionów, Kielce Público: 4,200 Árbitros: Elíasson, Pálsson |

| 9 Fevereiro 2017 19:00 | Rhein-Neckar Löwen | 28–25   | Vive Tauron Kielce | SAP Arena, Mannheim Público: 7,285 Árbitros: Mažeika, Gatelis |
| 9 Fevereiro 2017 19:00 | Sigurðsson 7       | (16–13) | Aguinagalde 5      | SAP Arena, Mannheim Público: 7,285 Árbitros: Mažeika, Gatelis |
| 9 Fevereiro 2017 19:00 | 5× 3×              |         | 5× 3×              | SAP Arena, Mannheim Público: 7,285 Árbitros: Mažeika, Gatelis |

| 9 Fevereiro 2017 20:30 | Meshkov Brest | 25–23   | MOL-Pick Szeged | Universal Sports Complex Victoria, Brest Público: 3,500 Árbitros: Pavićević, Ražnatović |
| 9 Fevereiro 2017 20:30 | Jamali 8      | (14–14) | Källman 6       | Universal Sports Complex Victoria, Brest Público: 3,500 Árbitros: Pavićević, Ražnatović |
| 9 Fevereiro 2017 20:30 | 3× 2×         |         | 5× 2×           | Universal Sports Complex Victoria, Brest Público: 3,500 Árbitros: Pavićević, Ražnatović |

| 11 Fevereiro 2017 17:30 | Vardar       | 25–20  | Zagreb     | Jane Sandanski Arena, Skopje Público: 4,500 Árbitros: Erdoğan, Özdeniz |
| 11 Fevereiro 2017 17:30 | Dujshebaev 7 | (14–8) | Marković 6 | Jane Sandanski Arena, Skopje Público: 4,500 Árbitros: Erdoğan, Özdeniz |
| 11 Fevereiro 2017 17:30 | 3×           |        | 1× 2×      | Jane Sandanski Arena, Skopje Público: 4,500 Árbitros: Erdoğan, Özdeniz |

| 11 Fevereiro 2017 19:00 | Celje    | 27–28   | IFK Kristianstad      | Zlatorog Arena, Celje Público: 3,300 Árbitros: Kékes, Kékes |
| 11 Fevereiro 2017 19:00 | Janc 8   | (13–13) | Sörensen, Tollbring 7 | Zlatorog Arena, Celje Público: 3,300 Árbitros: Kékes, Kékes |
| 11 Fevereiro 2017 19:00 | 2× 3× 1× |         | 5× 3× 1×              | Zlatorog Arena, Celje Público: 3,300 Árbitros: Kékes, Kékes |

| 18 Fevereiro 2017 17:30 | MOL-Pick Szeged | 21–23   | Vardar    | Városi Sportcsarnok, Szeged Público: 3,200 Árbitros: Zotin, Volodkov |
| 18 Fevereiro 2017 17:30 | Skube 6         | (11–12) | Dibirov 6 | Városi Sportcsarnok, Szeged Público: 3,200 Árbitros: Zotin, Volodkov |
| 18 Fevereiro 2017 17:30 | 4× 3×           |         | 3× 2×     | Városi Sportcsarnok, Szeged Público: 3,200 Árbitros: Zotin, Volodkov |

| 18 Fevereiro 2017 19:30 | Meshkov Brest | 21–21  | Zagreb       | Universal Sports Complex Victoria, Brest Público: 3,400 Árbitros: Caçador, Nicolau |
| 18 Fevereiro 2017 19:30 | Jamali 7      | (11–9) | Mandalinić 4 | Universal Sports Complex Victoria, Brest Público: 3,400 Árbitros: Caçador, Nicolau |
| 18 Fevereiro 2017 19:30 | 4× 3×         |        | 1× 3×        | Universal Sports Complex Victoria, Brest Público: 3,400 Árbitros: Caçador, Nicolau |

| 19 Fevereiro 2017 17:30 | IFK Kristianstad | 29–31   | Rhein-Neckar Löwen | Kristianstad Arena, Kristianstad Público: 4,355 Árbitros: Leandersson, Lindroos |
| 19 Fevereiro 2017 17:30 | Guðmundsson 10   | (16–15) | Baena 8            | Kristianstad Arena, Kristianstad Público: 4,355 Árbitros: Leandersson, Lindroos |
| 19 Fevereiro 2017 17:30 | 3× 2×            |         | 2×                 | Kristianstad Arena, Kristianstad Público: 4,355 Árbitros: Leandersson, Lindroos |

| 19 Fevereiro 2017 19:00 | Celje       | 34–33   | Vive Tauron Kielce      | Zlatorog Arena, Celje Público: 3,901 Árbitros: Santos, Fonseca |
| 19 Fevereiro 2017 19:00 | Mačkovšek 8 | (16–19) | Aguinagalde, Bielecki 6 | Zlatorog Arena, Celje Público: 3,901 Árbitros: Santos, Fonseca |
| 19 Fevereiro 2017 19:00 | 5× 3×       |         | 6× 2×                   | Zlatorog Arena, Celje Público: 3,901 Árbitros: Santos, Fonseca |

| 22 Fevereiro 2017 18:30 | Rhein-Neckar Löwen   | 25–24   | Meshkov Brest   | Fraport Arena, Frankfurt Público: 1,866 Árbitros: Pichon, Reveret |
| 22 Fevereiro 2017 18:30 | Schmid, Sigurðsson 7 | (11–12) | three players 6 | Fraport Arena, Frankfurt Público: 1,866 Árbitros: Pichon, Reveret |
| 22 Fevereiro 2017 18:30 | 2×                   |         | 3×              | Fraport Arena, Frankfurt Público: 1,866 Árbitros: Pichon, Reveret |

| 25 Fevereiro 2017 17:30 | Vardar       | 35–30   | Celje         | Jane Sandanski Arena, Skopje Público: 4,500 Árbitros: Sondors, Līcis |
| 25 Fevereiro 2017 17:30 | Dujshebaev 8 | (20–15) | Žiga Mlakar 8 | Jane Sandanski Arena, Skopje Público: 4,500 Árbitros: Sondors, Līcis |
| 25 Fevereiro 2017 17:30 | 3× 2×        |         | 3× 2×         | Jane Sandanski Arena, Skopje Público: 4,500 Árbitros: Sondors, Līcis |

| 25 Fevereiro 2017 20:00 | Zagreb | 26–23   | IFK Kristianstad | Arena Zagreb, Zagreb Público: 8,000 Árbitros: Brunovský, Čanda |
| 25 Fevereiro 2017 20:00 | Vori 5 | (13–11) | Tollbring 6      | Arena Zagreb, Zagreb Público: 8,000 Árbitros: Brunovský, Čanda |
| 25 Fevereiro 2017 20:00 | 1× 3×  |         | 2×               | Arena Zagreb, Zagreb Público: 8,000 Árbitros: Brunovský, Čanda |

| 26 Fevereiro 2017 18:00 | Vive Tauron Kielce | 28–24   | MOL-Pick Szeged | Hala Legionów, Kielce Público: 4,200 Árbitros: Kurtagic, Wetterwik |
| 26 Fevereiro 2017 18:00 | Aguinagalde 8      | (13–14) | Gorbok 6        | Hala Legionów, Kielce Público: 4,200 Árbitros: Kurtagic, Wetterwik |
| 26 Fevereiro 2017 18:00 | 3×                 |         | 3×              | Hala Legionów, Kielce Público: 4,200 Árbitros: Kurtagic, Wetterwik |

| 2 Março 2017 19:00 | Celje       | 37–31   | Rhein-Neckar Löwen | Zlatorog Arena, Celje Público: 3,800 Árbitros: Caçador, Nicolau |
| 2 Março 2017 19:00 | Mačkovšek 9 | (20–13) | Larsen 6           | Zlatorog Arena, Celje Público: 3,800 Árbitros: Caçador, Nicolau |
| 2 Março 2017 19:00 | 3×          |         | 3×                 | Zlatorog Arena, Celje Público: 3,800 Árbitros: Caçador, Nicolau |

| 4 Março 2017 17:30 | MOL-Pick Szeged | 26–21   | Zagreb         | Városi Sportcsarnok, Szeged Público: 3,200 Árbitros: López, Ramírez |
| 4 Março 2017 17:30 | Balogh 7        | (14–12) | five players 3 | Városi Sportcsarnok, Szeged Público: 3,200 Árbitros: López, Ramírez |
| 4 Março 2017 17:30 | 3× 2×           |         | 2× 3×          | Városi Sportcsarnok, Szeged Público: 3,200 Árbitros: López, Ramírez |

| 4 Março 2017 18:15 | IFK Kristianstad        | 29–25   | Vive Tauron Kielce | Kristianstad Arena, Kristianstad Público: 4,125 Árbitros: Brunner, Salah |
| 4 Março 2017 18:15 | Henningsson, Sörensen 6 | (15–13) | Jachlewski 5       | Kristianstad Arena, Kristianstad Público: 4,125 Árbitros: Brunner, Salah |
| 4 Março 2017 18:15 | 6× 2×                   |         | 3×                 | Kristianstad Arena, Kristianstad Público: 4,125 Árbitros: Brunner, Salah |

| 4 Março 2017 19:30 | Meshkov Brest            | 30–26   | Vardar           | Universal Sports Complex Victoria, Brest Público: 3,500 Árbitros: Nikolić, Stojković |
| 4 Março 2017 19:30 | Krištopāns, Ostroushko 8 | (15–13) | Čupić, Karačić 5 | Universal Sports Complex Victoria, Brest Público: 3,500 Árbitros: Nikolić, Stojković |
| 4 Março 2017 19:30 | 3×                       |         | 2× 3×            | Universal Sports Complex Victoria, Brest Público: 3,500 Árbitros: Nikolić, Stojković |

| 8 Março 2017 20:45 | Rhein-Neckar Löwen | 24–30   | MOL-Pick Szeged | Fraport Arena, Frankfurt Público: 1,230 Árbitros: Horáček, Novotný |
| 8 Março 2017 20:45 | Pekeler 6          | (12–14) | Källman 7       | Fraport Arena, Frankfurt Público: 1,230 Árbitros: Horáček, Novotný |
| 8 Março 2017 20:45 | 3×                 |         | 4× 1×           | Fraport Arena, Frankfurt Público: 1,230 Árbitros: Horáček, Novotný |

| 9 Março 2017 19:00 | Zagreb          | 23–21   | Celje             | Arena Zagreb, Zagreb Público: 11,500 Árbitros: Gousko, Repkin |
| 9 Março 2017 19:00 | three players 5 | (14–10) | Janc, Mačkovšek 6 | Arena Zagreb, Zagreb Público: 11,500 Árbitros: Gousko, Repkin |
| 9 Março 2017 19:00 | 2× 3×           |         | 3×                | Arena Zagreb, Zagreb Público: 11,500 Árbitros: Gousko, Repkin |

| 11 Março 2017 16:00 | Vive Tauron Kielce | 35–27   | Meshkov Brest | Hala Legionów, Kielce Público: 4,200 Árbitros: Sigurjónsson, Pétursson |
| 11 Março 2017 16:00 | Bielecki 7         | (15–16) | Stojković 6   | Hala Legionów, Kielce Público: 4,200 Árbitros: Sigurjónsson, Pétursson |
| 11 Março 2017 16:00 | 4× 3×              |         | 3×            | Hala Legionów, Kielce Público: 4,200 Árbitros: Sigurjónsson, Pétursson |

| 12 Março 2017 17:30 | Vardar    | 32–29   | IFK Kristianstad | Jane Sandanski Arena, Skopje Público: 4,000 Árbitros: Santos, Fonseca |
| 12 Março 2017 17:30 | Borozan 6 | (17–13) | Sörensen 7       | Jane Sandanski Arena, Skopje Público: 4,000 Árbitros: Santos, Fonseca |
| 12 Março 2017 17:30 | 1× 2×     |         | 3× 2×            | Jane Sandanski Arena, Skopje Público: 4,000 Árbitros: Santos, Fonseca |

### Grupo C
| Pos | Equipe               | Pts | J  | V | E | D | GP  | GC  | SG  | Classificado |
| --- | -------------------- | --- | -- | - | - | - | --- | --- | --- | ------------ |
| 1   | Montpellier          | 16  | 10 | 8 | 0 | 2 | 302 | 252 | +50 | Playoffs     |
| 2   | Logroño              | 11  | 10 | 5 | 1 | 4 | 294 | 286 | +8  | Playoffs     |
| 3   | Metalurg Skopje      | 10  | 10 | 5 | 0 | 5 | 240 | 251 | −11 |              |
| 4   | Tatran Prešov        | 9   | 10 | 4 | 1 | 5 | 259 | 271 | −12 |              |
| 5   | Elverum Håndball     | 8   | 10 | 3 | 2 | 5 | 257 | 274 | −17 |              |
| 6   | Chekhovskiye Medvedi | 6   | 10 | 2 | 2 | 6 | 273 | 291 | −18 |              |

| 22 September 2016 19:00 | Chekhovskiye Medvedi | 28–28   | Logroño   | Olimpiysky Sport Palace, Chekhov Público: 1,500 Árbitros: Santos, Fonseca |
| 22 September 2016 19:00 | Kotov, Santalov 6    | (14–16) | Langaro 5 | Olimpiysky Sport Palace, Chekhov Público: 1,500 Árbitros: Santos, Fonseca |
| 22 September 2016 19:00 | 2× 3×                |         | 3×        | Olimpiysky Sport Palace, Chekhov Público: 1,500 Árbitros: Santos, Fonseca |

| 24 September 2016 17:30 | Metalurg Skopje | 18–17 | Elverum Håndball | Boris Trajkovski Sports Center, Skopje Público: 3,700 Árbitros: Baumgart, Wild |
| 24 September 2016 17:30 | Taleski 13      | (8–7) | Lindboe 6        | Boris Trajkovski Sports Center, Skopje Público: 3,700 Árbitros: Baumgart, Wild |
| 24 September 2016 17:30 | 5× 3×           |       | 3×               | Boris Trajkovski Sports Center, Skopje Público: 3,700 Árbitros: Baumgart, Wild |

| 25 September 2016 17:00 | Montpellier | 28–23   | Tatran Prešov | Park&Suites Arena, Montpellier Público: 3,000 Árbitros: Stark, Ştefan |
| 25 September 2016 17:00 | Kavtičnik 7 | (14–14) | Rábek 6       | Park&Suites Arena, Montpellier Público: 3,000 Árbitros: Stark, Ştefan |
| 25 September 2016 17:00 | 4× 3×       |         | 5× 3×         | Park&Suites Arena, Montpellier Público: 3,000 Árbitros: Stark, Ştefan |

| 1 Outubro 2016 15:00 | Tatran Prešov | 27–22   | Metalurg Skopje | Tatran Handball Arena, Prešov Público: 1,200 Árbitros: Baranowski, Lemanowicz |
| 1 Outubro 2016 15:00 | Hrstka 7      | (11–12) | Dragaš 5        | Tatran Handball Arena, Prešov Público: 1,200 Árbitros: Baranowski, Lemanowicz |
| 1 Outubro 2016 15:00 | 1× 3×         |         | 2× 3×           | Tatran Handball Arena, Prešov Público: 1,200 Árbitros: Baranowski, Lemanowicz |

| 1 Outubro 2016 20:30 | Logroño           | 31–30   | Montpellier | Palacio de los Deportes, Logroño Público: 2,000 Árbitros: Kurtagic, Wetterwik |
| 1 Outubro 2016 20:30 | Hisham, Langaro 7 | (15–12) | Grébille 8  | Palacio de los Deportes, Logroño Público: 2,000 Árbitros: Kurtagic, Wetterwik |
| 1 Outubro 2016 20:30 | 4× 2×             |         | 4× 3×       | Palacio de los Deportes, Logroño Público: 2,000 Árbitros: Kurtagic, Wetterwik |

| 2 Outubro 2016 18:15 | Elverum Håndball | 28–28   | Chekhovskiye Medvedi | Terningen Arena, Elverum Público: 1,829 Árbitros: Dentz, Reibel |
| 2 Outubro 2016 18:15 | Iváncsik 8       | (13–10) | Kovalev 6            | Terningen Arena, Elverum Público: 1,829 Árbitros: Dentz, Reibel |
| 2 Outubro 2016 18:15 | 4× 3×            |         | 4× 3×                | Terningen Arena, Elverum Público: 1,829 Árbitros: Dentz, Reibel |

| 6 Outubro 2016 19:00 | Chekhovskiye Medvedi   | 25–21  | Metalurg Skopje | Olimpiysky Sport Palace, Chekhov Público: 1,100 Árbitros: Brunner, Salah |
| 6 Outubro 2016 19:00 | Kornev, Shelestyukov 4 | (14–8) | Obradović 8     | Olimpiysky Sport Palace, Chekhov Público: 1,100 Árbitros: Brunner, Salah |
| 6 Outubro 2016 19:00 | 4× 3×                  |        | 5× 2×           | Olimpiysky Sport Palace, Chekhov Público: 1,100 Árbitros: Brunner, Salah |

| 8 Outubro 2016 17:30 | Logroño      | 33–27   | Tatran Prešov | Palacio de los Deportes, Logroño Público: 2,500 Árbitros: Olesen, Pedersen |
| 8 Outubro 2016 17:30 | Fernández 10 | (16–18) | Peskov 7      | Palacio de los Deportes, Logroño Público: 2,500 Árbitros: Olesen, Pedersen |
| 8 Outubro 2016 17:30 | 4× 2×        |         | 6× 3×         | Palacio de los Deportes, Logroño Público: 2,500 Árbitros: Olesen, Pedersen |

| 9 Outubro 2016 18:15 | Elverum Håndball | 32–31   | Montpellier | Terningen Arena, Elverum Público: 1,879 Árbitros: Caçador, Nicolau |
| 9 Outubro 2016 18:15 | Mehl, Pujol 7    | (18–14) | Dolenec 6   | Terningen Arena, Elverum Público: 1,879 Árbitros: Caçador, Nicolau |
| 9 Outubro 2016 18:15 | 2× 3×            |         | 4× 3×       | Terningen Arena, Elverum Público: 1,879 Árbitros: Caçador, Nicolau |

| 15 Outubro 2016 16:00 | Tatran Prešov | 25–27   | Elverum Håndball | Tatran Handball Arena, Prešov Público: 2,050 Árbitros: Andorka, Hucker |
| 15 Outubro 2016 16:00 | Hrstka 8      | (16–17) | Iváncsik 7       | Tatran Handball Arena, Prešov Público: 2,050 Árbitros: Andorka, Hucker |
| 15 Outubro 2016 16:00 | 3× 2×         |         | 3×               | Tatran Handball Arena, Prešov Público: 2,050 Árbitros: Andorka, Hucker |

| 15 Outubro 2016 17:30 | Metalurg Skopje     | 24–23  | Logroño   | Boris Trajkovski Sports Center, Skopje Público: 3,506 Árbitros: Herczeg, Südi |
| 15 Outubro 2016 17:30 | Dragaš, Obradović 7 | (11–9) | Langaro 7 | Boris Trajkovski Sports Center, Skopje Público: 3,506 Árbitros: Herczeg, Südi |
| 15 Outubro 2016 17:30 | 2× 4×               |        | 3× 2×     | Boris Trajkovski Sports Center, Skopje Público: 3,506 Árbitros: Herczeg, Südi |

| 15 Outubro 2016 20:30 | Montpellier | 26–22  | Chekhovskiye Medvedi | Park&Suites Arena, Montpellier Público: 2,600 Árbitros: Erdoğan, Özdeniz |
| 15 Outubro 2016 20:30 | Dolenec 8   | (12–9) | Kuretkov 4           | Park&Suites Arena, Montpellier Público: 2,600 Árbitros: Erdoğan, Özdeniz |
| 15 Outubro 2016 20:30 | 3×          |        | 5× 3×                | Park&Suites Arena, Montpellier Público: 2,600 Árbitros: Erdoğan, Özdeniz |

| 22 Outubro 2016 16:00 | Tatran Prešov | 30–28   | Chekhovskiye Medvedi | Tatran Handball Arena, Prešov Público: 2,100 Árbitros: Baumgart, Wild |
| 22 Outubro 2016 16:00 | Hrstka 9      | (17–11) | Ostashchenko 6       | Tatran Handball Arena, Prešov Público: 2,100 Árbitros: Baumgart, Wild |
| 22 Outubro 2016 16:00 | 6× 3×         |         | 5× 3× 1×             | Tatran Handball Arena, Prešov Público: 2,100 Árbitros: Baumgart, Wild |

| 23 Outubro 2016 18:15 | Elverum Håndball | 27–32   | Logroño   | Terningen Arena, Elverum Público: 2,202 Árbitros: Elíasson, Pálsson |
| 23 Outubro 2016 18:15 | Poklar 7         | (14–16) | Langaro 8 | Terningen Arena, Elverum Público: 2,202 Árbitros: Elíasson, Pálsson |
| 23 Outubro 2016 18:15 | 6× 3×            |         | 5× 3×     | Terningen Arena, Elverum Público: 2,202 Árbitros: Elíasson, Pálsson |

| 23 Outubro 2016 18:45 | Montpellier           | 28–18   | Metalurg Skopje | Park&Suites Arena, Montpellier Público: 2,700 Árbitros: Geipel, Helbig |
| 23 Outubro 2016 18:45 | Grebille, Kavtičnik 5 | (13–12) | Brajović 5      | Park&Suites Arena, Montpellier Público: 2,700 Árbitros: Geipel, Helbig |
| 23 Outubro 2016 18:45 | 2×                    |         | 5× 3×           | Park&Suites Arena, Montpellier Público: 2,700 Árbitros: Geipel, Helbig |

| 10 Novembro 2016 18:45 | Metalurg Skopje | 24–30   | Montpellier | Boris Trajkovski Sports Center, Skopje Público: 4,500 Árbitros: Leszczynski, Piechota |
| 10 Novembro 2016 18:45 | Obradović 10    | (10–14) | Grébille 10 | Boris Trajkovski Sports Center, Skopje Público: 4,500 Árbitros: Leszczynski, Piechota |
| 10 Novembro 2016 18:45 | 3×              |         | 4× 3×       | Boris Trajkovski Sports Center, Skopje Público: 4,500 Árbitros: Leszczynski, Piechota |

| 10 Novembro 2016 19:00 | Chekhovskiye Medvedi | 28–29   | Tatran Prešov | Olimpiysky Sport Palace, Chekhov Público: 1,000 Árbitros: Pandžić, Šatordžija |
| 10 Novembro 2016 19:00 | Santalov 9           | (13–18) | Peskov 7      | Olimpiysky Sport Palace, Chekhov Público: 1,000 Árbitros: Pandžić, Šatordžija |
| 10 Novembro 2016 19:00 | 3×                   |         | 4× 3×         | Olimpiysky Sport Palace, Chekhov Público: 1,000 Árbitros: Pandžić, Šatordžija |

| 12 Novembro 2016 18:30 | Logroño            | 28–21  | Elverum Håndball     | Palacio de los Deportes, Logroño Público: 2,200 Árbitros: Brunner, Salah |
| 12 Novembro 2016 18:30 | Fernández, Muñoz 4 | (11–8) | Iváncsik, Nergaard 4 | Palacio de los Deportes, Logroño Público: 2,200 Árbitros: Brunner, Salah |
| 12 Novembro 2016 18:30 | 2×                 |        | 7× 3×                | Palacio de los Deportes, Logroño Público: 2,200 Árbitros: Brunner, Salah |

| 19 Novembro 2016 16:00 | Tatran Prešov | 24–28  | Montpellier         | Tatran Handball Arena, Prešov Público: 2,500 Árbitros: Madsen, Mortensen |
| 19 Novembro 2016 16:00 | Krok 6        | (9–14) | Dolenec, Fabregas 6 | Tatran Handball Arena, Prešov Público: 2,500 Árbitros: Madsen, Mortensen |
| 19 Novembro 2016 16:00 | 6× 3×         |        | 6× 3×               | Tatran Handball Arena, Prešov Público: 2,500 Árbitros: Madsen, Mortensen |

| 19 Novembro 2016 17:30 | Logroño  | 34–37   | Chekhovskiye Medvedi | Palacio de los Deportes, Logroño Público: 2,300 Árbitros: Andorka, Hucker |
| 19 Novembro 2016 17:30 | Rocas 11 | (19–17) | Kotov 6              | Palacio de los Deportes, Logroño Público: 2,300 Árbitros: Andorka, Hucker |
| 19 Novembro 2016 17:30 | 2× 3×    |         | 6× 2×                | Palacio de los Deportes, Logroño Público: 2,300 Árbitros: Andorka, Hucker |

| 20 Novembro 2016 18:15 | Elverum Håndball | 26–31  | Metalurg Skopje | Terningen Arena, Elverum Público: 1,792 Árbitros: Nabokau, Kulik |
| 20 Novembro 2016 18:15 | Poklar 7         | (9–14) | Kuzmanovski 9   | Terningen Arena, Elverum Público: 1,792 Árbitros: Nabokau, Kulik |
| 20 Novembro 2016 18:15 | 1× 2×            |        | 2× 3×           | Terningen Arena, Elverum Público: 1,792 Árbitros: Nabokau, Kulik |

| 24 Novembro 2016 19:00 | Chekhovskiye Medvedi | 26–31   | Elverum Håndball | Olimpiysky Sport Palace, Chekhov Público: 1,400 Árbitros: Harabagiu, Stănescu |
| 24 Novembro 2016 19:00 | Santalov 8           | (14–15) | Iváncsik 9       | Olimpiysky Sport Palace, Chekhov Público: 1,400 Árbitros: Harabagiu, Stănescu |
| 24 Novembro 2016 19:00 | 3×                   |         | 3×               | Olimpiysky Sport Palace, Chekhov Público: 1,400 Árbitros: Harabagiu, Stănescu |

| 26 Novembro 2016 18:30 | Montpellier | 37–27   | Logroño     | Park&Suites Arena, Montpellier Público: 3,000 Árbitros: Sigurjónsson, Pétursson |
| 26 Novembro 2016 18:30 | Grébille 10 | (19–11) | Fernández 7 | Park&Suites Arena, Montpellier Público: 3,000 Árbitros: Sigurjónsson, Pétursson |
| 26 Novembro 2016 18:30 | 5× 3×       |         | 3× 1×       | Park&Suites Arena, Montpellier Público: 3,000 Árbitros: Sigurjónsson, Pétursson |

| 27 Novembro 2016 17:30 | Metalurg Skopje | 26–20   | Tatran Prešov | Boris Trajkovski Sports Center, Skopje Público: 3,500 Árbitros: Brkic, Jusufhodzic |
| 27 Novembro 2016 17:30 | Taleski 10      | (11–10) | Rábek 8       | Boris Trajkovski Sports Center, Skopje Público: 3,500 Árbitros: Brkic, Jusufhodzic |
| 27 Novembro 2016 17:30 | 2× 1×           |         | 3×            | Boris Trajkovski Sports Center, Skopje Público: 3,500 Árbitros: Brkic, Jusufhodzic |

| 3 Dezembro 2016 16:00 | Chekhovskiye Medvedi | 27–33   | Montpellier         | Olimpiysky Sport Palace, Chekhov Público: 1,300 Árbitros: Johansson, Kliko |
| 3 Dezembro 2016 16:00 | Kornev 8             | (13–14) | Anquetil, Dolenec 8 | Olimpiysky Sport Palace, Chekhov Público: 1,300 Árbitros: Johansson, Kliko |
| 3 Dezembro 2016 16:00 | 4× 3×                |         | 2× 3×               | Olimpiysky Sport Palace, Chekhov Público: 1,300 Árbitros: Johansson, Kliko |

| 3 Dezembro 2016 17:30 | Logroño      | 31–25   | Metalurg Skopje | Palacio de los Deportes, Logroño Público: 2,400 Árbitros: Leandersson, Lindroos |
| 3 Dezembro 2016 17:30 | Fernández 10 | (16–14) | Ilić 7          | Palacio de los Deportes, Logroño Público: 2,400 Árbitros: Leandersson, Lindroos |
| 3 Dezembro 2016 17:30 | 3×           |         | 3× 2×           | Palacio de los Deportes, Logroño Público: 2,400 Árbitros: Leandersson, Lindroos |

| 4 Dezembro 2016 15:45 | Elverum Håndball | 24–24  | Tatran Prešov | Terningen Arena, Elverum Público: 1,412 Árbitros: Leszczynski, Piechota |
| 4 Dezembro 2016 15:45 | Lindboe 10       | (10–9) | Rabek 10      | Terningen Arena, Elverum Público: 1,412 Árbitros: Leszczynski, Piechota |
| 4 Dezembro 2016 15:45 | 2× 3×            |        | 3×            | Terningen Arena, Elverum Público: 1,412 Árbitros: Leszczynski, Piechota |

| 11 Fevereiro 2017 16:00 | Tatran Prešov | 30–27   | Logroño                   | Tatran Handball Arena, Prešov Público: 2,500 Árbitros: Nabokau, Kulik |
| 11 Fevereiro 2017 16:00 | Rabek 9       | (18–16) | Muñoz, Sánchez Migallón 5 | Tatran Handball Arena, Prešov Público: 2,500 Árbitros: Nabokau, Kulik |
| 11 Fevereiro 2017 16:00 | 2× 3×         |         | 3× 2×                     | Tatran Handball Arena, Prešov Público: 2,500 Árbitros: Nabokau, Kulik |

| 12 Fevereiro 2017 17:30 | Metalurg Skopje   | 31–24   | Chekhovskiye Medvedi | Boris Trajkovski Sports Center, Skopje Público: 3,560 Árbitros: Gasmi, Gasmi |
| 12 Fevereiro 2017 17:30 | Ilić, Obradović 7 | (15–10) | Kotov 5              | Boris Trajkovski Sports Center, Skopje Público: 3,560 Árbitros: Gasmi, Gasmi |
| 12 Fevereiro 2017 17:30 | 3× 2×             |         | 3× 2×                | Boris Trajkovski Sports Center, Skopje Público: 3,560 Árbitros: Gasmi, Gasmi |

| 12 Fevereiro 2017 17:30 | Montpellier      | 31–24   | Elverum Håndball | Park&Suites Arena, Montpellier Público: 3,000 Árbitros: Cindrić, Gonzurek |
| 12 Fevereiro 2017 17:30 | Truchanovičius 7 | (16–11) | Pujol 8          | Park&Suites Arena, Montpellier Público: 3,000 Árbitros: Cindrić, Gonzurek |
| 12 Fevereiro 2017 17:30 | 3×               |         | 3×               | Park&Suites Arena, Montpellier Público: 3,000 Árbitros: Cindrić, Gonzurek |

### Grupo D
| Pos | Equipe                | Pts | J  | V | E | D | GP  | GC  | SG  | Classificado |
| --- | --------------------- | --- | -- | - | - | - | --- | --- | --- | ------------ |
| 1   | HBC Nantes            | 17  | 10 | 8 | 1 | 1 | 312 | 270 | +42 | Playoffs     |
| 2   | Motor Zaporizhzhia    | 15  | 10 | 7 | 1 | 2 | 308 | 272 | +36 | Playoffs     |
| 3   | Beşiktaş              | 11  | 10 | 5 | 1 | 4 | 275 | 289 | −14 |              |
| 4   | Dinamo București      | 8   | 10 | 3 | 2 | 5 | 294 | 294 | 0   |              |
| 5   | equipe Tvis Holstebro | 5   | 10 | 2 | 1 | 7 | 281 | 314 | −33 |              |
| 6   | ABC/UMinho            | 4   | 10 | 2 | 0 | 8 | 289 | 320 | −31 |              |

| 21 September 2016 19:00 | Beşiktaş | 33–31   | ABC/UMinho      | Recep Topaloğlu Sports Hall, İzmit Público: 1,565 Árbitros: Kristiansen, Pettersen |
| 21 September 2016 19:00 | Döne 9   | (21–18) | three players 6 | Recep Topaloğlu Sports Hall, İzmit Público: 1,565 Árbitros: Kristiansen, Pettersen |
| 21 September 2016 19:00 | 5× 3×    |         | 6× 3×           | Recep Topaloğlu Sports Hall, İzmit Público: 1,565 Árbitros: Kristiansen, Pettersen |

| 22 September 2016 19:30 | Motor Zaporizhzhia | 26–26   | HBC Nantes | Kharkiv Sport Hall, Kharkiv Público: 2,110 Árbitros: Pandžić, Mosorinski |
| 22 September 2016 19:30 | Zhukov 5           | (15–16) | Klein 8    | Kharkiv Sport Hall, Kharkiv Público: 2,110 Árbitros: Pandžić, Mosorinski |
| 22 September 2016 19:30 | 2× 3×              |         | 3×         | Kharkiv Sport Hall, Kharkiv Público: 2,110 Árbitros: Pandžić, Mosorinski |

| 25 September 2016 16:50 | equipe Tvis Holstebro | 32–32   | Dinamo București | Gråkjær Arena, Holstebro Público: 1,905 Árbitros: Caçador, Nicolau |
| 25 September 2016 16:50 | Kildelund 9           | (16–16) | Savenco 6        | Gråkjær Arena, Holstebro Público: 1,905 Árbitros: Caçador, Nicolau |
| 25 September 2016 16:50 | 2× 3×                 |         | 4× 3×            | Gråkjær Arena, Holstebro Público: 1,905 Árbitros: Caçador, Nicolau |

| 29 September 2016 18:00 | Dinamo București | 35–31   | Motor Zaporizhzhia | Dinamo Polyvalent Hall, Bucharest Público: 2,100 Árbitros: Mitrović, Vešović |
| 29 September 2016 18:00 | Vranković 8      | (15–13) | Soroka 8           | Dinamo Polyvalent Hall, Bucharest Público: 2,100 Árbitros: Mitrović, Vešović |
| 29 September 2016 18:00 | 8× 2×            |         | 4× 3×              | Dinamo Polyvalent Hall, Bucharest Público: 2,100 Árbitros: Mitrović, Vešović |

| 1 Outubro 2016 17:00 | ABC/UMinho | 32–27   | equipe Tvis Holstebro | Pavilhão Flávio Sá Leite, Braga Público: 1,500 Árbitros: Marín, García |
| 1 Outubro 2016 17:00 | Pereira 10 | (16–14) | Bramming 9            | Pavilhão Flávio Sá Leite, Braga Público: 1,500 Árbitros: Marín, García |
| 1 Outubro 2016 17:00 | 3× 2×      |         | 5× 3×                 | Pavilhão Flávio Sá Leite, Braga Público: 1,500 Árbitros: Marín, García |

| 1 Outubro 2016 18:30 | HBC Nantes | 33–19  | Beşiktaş | Parc des expositions de la Beaujoire, Nantes Público: 3,811 Árbitros: Sigurjónsson, Pétursson |
| 1 Outubro 2016 18:30 | Burić 6    | (16–9) | Döne 5   | Parc des expositions de la Beaujoire, Nantes Público: 3,811 Árbitros: Sigurjónsson, Pétursson |
| 1 Outubro 2016 18:30 | 3×         |        | 4× 3×    | Parc des expositions de la Beaujoire, Nantes Público: 3,811 Árbitros: Sigurjónsson, Pétursson |

| 9 Outubro 2016 16:00 | HBC Nantes        | 35–33   | ABC/UMinho | Parc des expositions de la Beaujoire, Nantes Público: 3,892 Árbitros: Leszczynski, Piechota |
| 9 Outubro 2016 16:00 | Claire, Tournat 8 | (20–16) | Pereira 9  | Parc des expositions de la Beaujoire, Nantes Público: 3,892 Árbitros: Leszczynski, Piechota |
| 9 Outubro 2016 16:00 | 3×                |         | 6× 3×      | Parc des expositions de la Beaujoire, Nantes Público: 3,892 Árbitros: Leszczynski, Piechota |

| 9 Outubro 2016 16:00 | Motor Zaporizhzhia      | 34–28   | equipe Tvis Holstebro | Kharkiv Sport Hall, Kharkiv Público: 2,100 Árbitros: Tzaferopoulos, Bethmann |
| 9 Outubro 2016 16:00 | Kalarash, Malašinskas 6 | (19–10) | Bramming 10           | Kharkiv Sport Hall, Kharkiv Público: 2,100 Árbitros: Tzaferopoulos, Bethmann |
| 9 Outubro 2016 16:00 | 2× 3×                   |         | 2×                    | Kharkiv Sport Hall, Kharkiv Público: 2,100 Árbitros: Tzaferopoulos, Bethmann |

| 9 Outubro 2016 17:15 | Dinamo București | 26–26   | Beşiktaş   | Dinamo Polyvalent Hall, Bucharest Público: 2,400 Árbitros: Kaveshnikov, Plotnikov |
| 9 Outubro 2016 17:15 | three players 4  | (11–13) | Vražalić 8 | Dinamo Polyvalent Hall, Bucharest Público: 2,400 Árbitros: Kaveshnikov, Plotnikov |
| 9 Outubro 2016 17:15 | 1× 3× 1×         |         | 4× 2×      | Dinamo Polyvalent Hall, Bucharest Público: 2,400 Árbitros: Kaveshnikov, Plotnikov |

| 15 Outubro 2016 17:00 | ABC/UMinho | 34–32   | Dinamo București | Pavilhão Flávio Sá Leite, Braga Público: 2,000 Árbitros: Pandžić, Šatordžija |
| 15 Outubro 2016 17:00 | Gomes 7    | (18–18) | S. Esteki 11     | Pavilhão Flávio Sá Leite, Braga Público: 2,000 Árbitros: Pandžić, Šatordžija |
| 15 Outubro 2016 17:00 | 3×         |         | 6× 3×            | Pavilhão Flávio Sá Leite, Braga Público: 2,000 Árbitros: Pandžić, Šatordžija |

| 15 Outubro 2016 18:30 | Beşiktaş          | 23–22  | Motor Zaporizhzhia | Recep Topaloğlu Sports Hall, İzmit Público: 1,400 Árbitros: Mandák, Rudinský |
| 15 Outubro 2016 18:30 | Özbahar, Pribak 5 | (11–7) | Shelmenko 6        | Recep Topaloğlu Sports Hall, İzmit Público: 1,400 Árbitros: Mandák, Rudinský |
| 15 Outubro 2016 18:30 | 7× 2×             |        | 5× 3×              | Recep Topaloğlu Sports Hall, İzmit Público: 1,400 Árbitros: Mandák, Rudinský |

| 16 Outubro 2016 15:00 | equipe Tvis Holstebro | 25–35   | HBC Nantes | Gråkjær Arena, Holstebro Público: 2,447 Árbitros: Schulze, Tönnies |
| 16 Outubro 2016 15:00 | Bramming 9            | (13–18) | Claire 7   | Gråkjær Arena, Holstebro Público: 2,447 Árbitros: Schulze, Tönnies |
| 16 Outubro 2016 15:00 | 5× 3×                 |         | 5× 3×      | Gråkjær Arena, Holstebro Público: 2,447 Árbitros: Schulze, Tönnies |

| 22 Outubro 2016 15:00 | Beşiktaş | 36–27   | equipe Tvis Holstebro | Recep Topaloğlu Sports Hall, İzmit Público: 1,100 Árbitros: Brunner, Salah |
| 22 Outubro 2016 15:00 | Döne 8   | (15–16) | Bramming 7            | Recep Topaloğlu Sports Hall, İzmit Público: 1,100 Árbitros: Brunner, Salah |
| 22 Outubro 2016 15:00 | 3× 2×    |         | 7× 2×                 | Recep Topaloğlu Sports Hall, İzmit Público: 1,100 Árbitros: Brunner, Salah |

| 22 Outubro 2016 17:30 | Dinamo București | 26–27   | HBC Nantes | Dinamo Polyvalent Hall, Bucharest Público: 2,538 Árbitros: Dobrovits, Tájok |
| 22 Outubro 2016 17:30 | Asoltanei 6      | (15–11) | Derot 7    | Dinamo Polyvalent Hall, Bucharest Público: 2,538 Árbitros: Dobrovits, Tájok |
| 22 Outubro 2016 17:30 | 1× 3×            |         | 1× 2×      | Dinamo Polyvalent Hall, Bucharest Público: 2,538 Árbitros: Dobrovits, Tájok |

| 22 Outubro 2016 18:00 | Motor Zaporizhzhia | 27–23  | ABC/UMinho | Kharkiv Sport Hall, Kharkiv Público: 2,200 Árbitros: Gousko, Repkin |
| 22 Outubro 2016 18:00 | Shelmenko 8        | (13–9) | Pereira 5  | Kharkiv Sport Hall, Kharkiv Público: 2,200 Árbitros: Gousko, Repkin |
| 22 Outubro 2016 18:00 | 4× 3×              |        | 4× 3×      | Kharkiv Sport Hall, Kharkiv Público: 2,200 Árbitros: Gousko, Repkin |

| 12 Novembro 2016 17:00 | ABC/UMinho | 22–35  | Motor Zaporizhzhia | Pavilhão Flávio Sá Leite, Braga Público: 1,200 Árbitros: Pavićević, Ražnatović |
| 12 Novembro 2016 17:00 | Pereira 5  | (9–18) | Pukhouski 8        | Pavilhão Flávio Sá Leite, Braga Público: 1,200 Árbitros: Pavićević, Ražnatović |
| 12 Novembro 2016 17:00 | 3×         |        | 7× 1×              | Pavilhão Flávio Sá Leite, Braga Público: 1,200 Árbitros: Pavićević, Ražnatović |

| 13 Novembro 2016 15:10 | equipe Tvis Holstebro | 29–25   | Beşiktaş    | Gråkjær Arena, Holstebro Público: 1,923 Árbitros: Konjičanin, Konjičanin |
| 13 Novembro 2016 15:10 | Bramming 9            | (14–14) | Demirezen 6 | Gråkjær Arena, Holstebro Público: 1,923 Árbitros: Konjičanin, Konjičanin |
| 13 Novembro 2016 15:10 | 4× 2×                 |         | 2× 3×       | Gråkjær Arena, Holstebro Público: 1,923 Árbitros: Konjičanin, Konjičanin |

| 13 Novembro 2016 17:00 | HBC Nantes | 26–24   | Dinamo București | Parc des expositions de la Beaujoire, Nantes Público: 4,500 Árbitros: Gubica, Milošević |
| 13 Novembro 2016 17:00 | Balaguer 9 | (12–12) | S. Esteki 8      | Parc des expositions de la Beaujoire, Nantes Público: 4,500 Árbitros: Gubica, Milošević |
| 13 Novembro 2016 17:00 | 3×         |         | 2× 3×            | Parc des expositions de la Beaujoire, Nantes Público: 4,500 Árbitros: Gubica, Milošević |

| 17 Novembro 2016 19:30 | Dinamo București | 30–25   | equipe Tvis Holstebro | Dinamo Polyvalent Hall, Bucharest Público: 1,500 Árbitros: Baranowski, Lemanowicz |
| 17 Novembro 2016 19:30 | S. Esteki 7      | (12–12) | Bramming 12           | Dinamo Polyvalent Hall, Bucharest Público: 1,500 Árbitros: Baranowski, Lemanowicz |
| 17 Novembro 2016 19:30 | 5× 3×            |         | 1× 3×                 | Dinamo Polyvalent Hall, Bucharest Público: 1,500 Árbitros: Baranowski, Lemanowicz |

| 19 Novembro 2016 17:00 | ABC/UMinho | 27–28   | Beşiktaş | Pavilhão Flávio Sá Leite, Braga Público: 1,500 Árbitros: Lah, Sok |
| 19 Novembro 2016 17:00 | Spinola 8  | (14–13) | Döne 11  | Pavilhão Flávio Sá Leite, Braga Público: 1,500 Árbitros: Lah, Sok |
| 19 Novembro 2016 17:00 | 5× 2×      |         | 4× 2×    | Pavilhão Flávio Sá Leite, Braga Público: 1,500 Árbitros: Lah, Sok |

| 19 Novembro 2016 18:30 | HBC Nantes      | 32–34   | Motor Zaporizhzhia     | Parc des expositions de la Beaujoire, Nantes Público: 4,250 Árbitros: Nikolov, Nachevski |
| 19 Novembro 2016 18:30 | Claire, Derot 7 | (19–16) | Kalarash, Kozakevych 6 | Parc des expositions de la Beaujoire, Nantes Público: 4,250 Árbitros: Nikolov, Nachevski |
| 19 Novembro 2016 18:30 | 2× 3×           |         | 2× 3× 1×               | Parc des expositions de la Beaujoire, Nantes Público: 4,250 Árbitros: Nikolov, Nachevski |

| 26 Novembro 2016 16:00 | Motor Zaporizhzhia | 35–27   | Dinamo București | Kharkiv Sport Hall, Kharkiv Público: 2,700 Árbitros: Brunner, Salah |
| 26 Novembro 2016 16:00 | Pukhouski 8        | (19–10) | S. Esteki 11     | Kharkiv Sport Hall, Kharkiv Público: 2,700 Árbitros: Brunner, Salah |
| 26 Novembro 2016 16:00 | 6× 3× 1×           |         | 3× 1×            | Kharkiv Sport Hall, Kharkiv Público: 2,700 Árbitros: Brunner, Salah |

| 27 Novembro 2016 15:00 | equipe Tvis Holstebro | 34–29   | ABC/UMinho | Gråkjær Arena, Holstebro Público: 1,492 Árbitros: Tzaferopoulos, Bethmann |
| 27 Novembro 2016 15:00 | Svavarsson 8          | (18–13) | Spinola 7  | Gråkjær Arena, Holstebro Público: 1,492 Árbitros: Tzaferopoulos, Bethmann |
| 27 Novembro 2016 15:00 | 4× 2×                 |         | 2× 3×      | Gråkjær Arena, Holstebro Público: 1,492 Árbitros: Tzaferopoulos, Bethmann |

| 27 Novembro 2016 17:00 | Beşiktaş  | 28–33   | HBC Nantes | Recep Topaloğlu Sports Hall, İzmit Público: 1,500 Árbitros: Andorka, Hucker |
| 27 Novembro 2016 17:00 | Özbahar 8 | (14–16) | Burić 7    | Recep Topaloğlu Sports Hall, İzmit Público: 1,500 Árbitros: Andorka, Hucker |
| 27 Novembro 2016 17:00 | 3× 2×     |         | 1× 2×      | Recep Topaloğlu Sports Hall, İzmit Público: 1,500 Árbitros: Andorka, Hucker |

| 1 Dezembro 2016 19:30 | Dinamo București | 35–29   | ABC/UMinho      | Dinamo Polyvalent Hall, Bucharest Público: 1,500 Árbitros: Baumgart, Wild |
| 1 Dezembro 2016 19:30 | S. Esteki 14     | (20–15) | three players 7 | Dinamo Polyvalent Hall, Bucharest Público: 1,500 Árbitros: Baumgart, Wild |
| 1 Dezembro 2016 19:30 | 5× 3×            |         | 4× 3×           | Dinamo Polyvalent Hall, Bucharest Público: 1,500 Árbitros: Baumgart, Wild |

| 3 Dezembro 2016 18:30 | HBC Nantes          | 31–26   | equipe Tvis Holstebro | Parc des expositions de la Beaujoire, Nantes Público: 3,800 Árbitros: Lah, Sok |
| 3 Dezembro 2016 18:30 | Balaguer, Tournat 5 | (15–16) | Svavarsson 7          | Parc des expositions de la Beaujoire, Nantes Público: 3,800 Árbitros: Lah, Sok |
| 3 Dezembro 2016 18:30 | 6× 3× 1×            |         | 7× 1×                 | Parc des expositions de la Beaujoire, Nantes Público: 3,800 Árbitros: Lah, Sok |

| 4 Dezembro 2016 17:00 | Motor Zaporizhzhia | 34–28   | Beşiktaş   | Kharkiv Sport Hall, Kharkiv Público: 2,900 Árbitros: Baranowski, Lemanowicz |
| 4 Dezembro 2016 17:00 | Kalarash 9         | (20–13) | Vražalić 8 | Kharkiv Sport Hall, Kharkiv Público: 2,900 Árbitros: Baranowski, Lemanowicz |
| 4 Dezembro 2016 17:00 | 10× 3× 2×          |         | 11× 3× 1×  | Kharkiv Sport Hall, Kharkiv Público: 2,900 Árbitros: Baranowski, Lemanowicz |

| 11 Fevereiro 2017 15:30 | ABC/UMinho  | 29–34   | HBC Nantes | Pavilhão Flávio Sá Leite, Braga Público: 1,500 Árbitros: Konjičanin, Konjičanin |
| 11 Fevereiro 2017 15:30 | Pesqueira 5 | (13–18) | Klein 8    | Pavilhão Flávio Sá Leite, Braga Público: 1,500 Árbitros: Konjičanin, Konjičanin |
| 11 Fevereiro 2017 15:30 | 3×          |         | 1× 3×      | Pavilhão Flávio Sá Leite, Braga Público: 1,500 Árbitros: Konjičanin, Konjičanin |

| 11 Fevereiro 2017 16:00 | Beşiktaş  | 29–27   | Dinamo București | Recep Topaloğlu Sports Hall, İzmit Público: 1,250 Árbitros: Sager, Styger |
| 11 Fevereiro 2017 16:00 | Özbahar 6 | (14–12) | Vranković 7      | Recep Topaloğlu Sports Hall, İzmit Público: 1,250 Árbitros: Sager, Styger |
| 11 Fevereiro 2017 16:00 | 4× 3×     |         | 3×               | Recep Topaloğlu Sports Hall, İzmit Público: 1,250 Árbitros: Sager, Styger |

| 12 Fevereiro 2017 15:00 | equipe Tvis Holstebro | 28–30   | Motor Zaporizhzhia | Gråkjær Arena, Holstebro Público: 2,184 Árbitros: Dobrovits, Tájok |
| 12 Fevereiro 2017 15:00 | Bramming 7            | (17–15) | Kozakevych 7       | Gråkjær Arena, Holstebro Público: 2,184 Árbitros: Dobrovits, Tájok |
| 12 Fevereiro 2017 15:00 | 7× 3×                 |         | 5× 3×              | Gråkjær Arena, Holstebro Público: 2,184 Árbitros: Dobrovits, Tájok |

## Playoffs
As duas primeiras classificadas dos Grupos C e D disputaram um play-off para determinar as últimas duas equipas que iriam avançar para os oitavos de final. As eliminatórias foram disputadas as duas mãos com o vencedor de um grupo a enfrentar o 2º classificado do outro grupo. Os jogos foram disputados em março de 2017.
| Equipe 1           | Total | Equipe 2    | 1.º jogo | 2.º jogo |
| ------------------ | ----- | ----------- | -------- | -------- |
| Logroño            | 56–68 | HBC Nantes  | 25–31    | 31–37    |
| Motor Zaporizhzhia | 63–65 | Montpellier | 34–36    | 29–29    |

## Oitavos de final
| Equipe 1              | Total | Equipe 2            | 1.º jogo | 2.º jogo |
| --------------------- | ----- | ------------------- | -------- | -------- |
| HBC Nantes            | 53–61 | Paris Saint-Germain | 26–26    | 27–35    |
| Montpellier           | 61–54 | Vive Tauron Kielce  | 33–28    | 28–26    |
| Zagreb                | 41–52 | Telekom Veszprém    | 22–23    | 19–29    |
| Bjerringbro-Silkeborg | 48–59 | MOL-Pick Szeged     | 24–26    | 24–33    |
| Meshkov Brest         | 51–54 | Flensburg-Handewitt | 25–26    | 26–28    |
| THW Kiel              | 50–49 | Rhein-Neckar Löwen  | 24–25    | 26–24    |

## Quartos de final
| Equipe 1            | Total | Equipe 2            | 1.º jogo | 2.º jogo |
| ------------------- | ----- | ------------------- | -------- | -------- |
| THW Kiel            | 46–49 | Barcelona Lassa     | 28–26    | 18–23    |
| Flensburg-Handewitt | 51–61 | Vardar              | 24–26    | 27–35    |
| MOL-Pick Szeged     | 57–60 | Paris Saint-Germain | 27–30    | 30–30    |
| Telekom Veszprém    | 56–48 | Montpellier         | 26–23    | 30–25    |

## Final-four
A final four teve lugar na Lanxess Arena em Colónia na Alemanha no dias 3 e 4 de junho de 2017.
|  | Semifinals          | Semifinals |                     |    | Final | Final |
|  |                     |            |                     |    |       |       |
|  | 3 Junho             |            |                     |    |       |       |
|  |                     |            |                     |    |       |       |
|  | Telekom Veszprém    | 26         |                     |    |       |       |
|  | Telekom Veszprém    | 26         | 4 Junho             |    |       |       |
|  | Paris Saint-Germain | 27         |                     |    |       |       |
|  | Paris Saint-Germain | 27         | Paris Saint-Germain | 23 |       |       |
|  | 3 Junho             |            | Paris Saint-Germain | 23 |       |       |
|  |                     | Vardar     | 24                  |    |       |       |
|  | Vardar              | Vardar     | 24                  | 26 |       |       |
|  | Vardar              |            |                     | 26 |       |       |
|  | Barcelona Lassa     | 25         |                     |    |       |       |
|  | Barcelona Lassa     | 25         | Third place         |    |       |       |
|  |                     |            |                     |    |       |       |
|  | 4 Junho             |            |                     |    |       |       |
|  |                     |            |                     |    |       |       |
|  | Telekom Veszprém    | 34         |                     |    |       |       |
|  | Telekom Veszprém    | 34         |                     |    |       |       |
|  | Barcelona Lassa     | 30         |                     |    |       |       |

### Final
| 4 Junho 2017 18:00 | Paris Saint-Germain | 23–24   | Vardar    | Lanxess Arena, Colónia Árbitros: Geipel, Helbig |
| 4 Junho 2017 18:00 | Karabatić 5         | (12–11) | Dibirov 6 | Lanxess Arena, Colónia Árbitros: Geipel, Helbig |
| 4 Junho 2017 18:00 | 4× 2×               |         | 4× 2×     | Lanxess Arena, Colónia Árbitros: Geipel, Helbig |